# A Celestial Atlas
«Звёздный Атлас» (англ. A Celestial Atlas, полное название A Celestial Atlas: Comprising A Systematic Display of the Heavens in a Series of Thirty Maps Illustrated by Scientific Description of their Contents, And accompanied by Catalogues of the Stars and Astronomical Exercises — «Звёздный Атлас, включающий систематическое отображение Небес в серии из тридцати карт, дополненных научным описанием их содержания, и в сопровождении каталогов Звёзд и астрономических упражнений») — звёздный атлас британского автора Александра Джеймисона, опубликованный в 1822 году. Включает 30 карточек, 26 из которых представляют собой карты созвездий в синусоидальной проекции. Некоторые из карточек были окрашены вручную. Атлас включает тогдашние новые, ныне устаревшие созвездия: Сова, Нилометр и Солнечные Часы. Две небесные сферы сосредоточены на экваториальных полюсах посредством азимутальной проекции и геоцентрического выравнивания. Атлас включает только звёзды, видимые невооруженным глазом, что делает его менее загромождённым.
В отличие от Иоганна Боде и Жана Николаса Фортина, которые следовали описаниям созвездий Джона Флемстида, Джеймисон позволил себе большие художественные вольности. Фигуры созвездий в атласе Джеймисона более реалистично нарисованы, особенно по сравнению с изображениями Флемстида, в частности, Ящерица, Рысь, Рак, Скорпион и Большой Пёс. В то же время карточки атласа были изготовлены в размерах по Боде и Фортину, примерно в 9×7 дюймов (22,5×17,5 см) с тем же числом (26 плюс полусферы), и каждая из них покрывает одинаковую область неба. Джеймисон также следовал за приблизительными границами между созвездиями, которые рисовал Боде. Атлас пользовался популярностью и был разрешён для посвящения королю Георгу IV.
Рисунки из «A Celestial Atlas» были заимствованы в «Зеркале Урании», опубликованном несколькими годами позже.

## Галерея

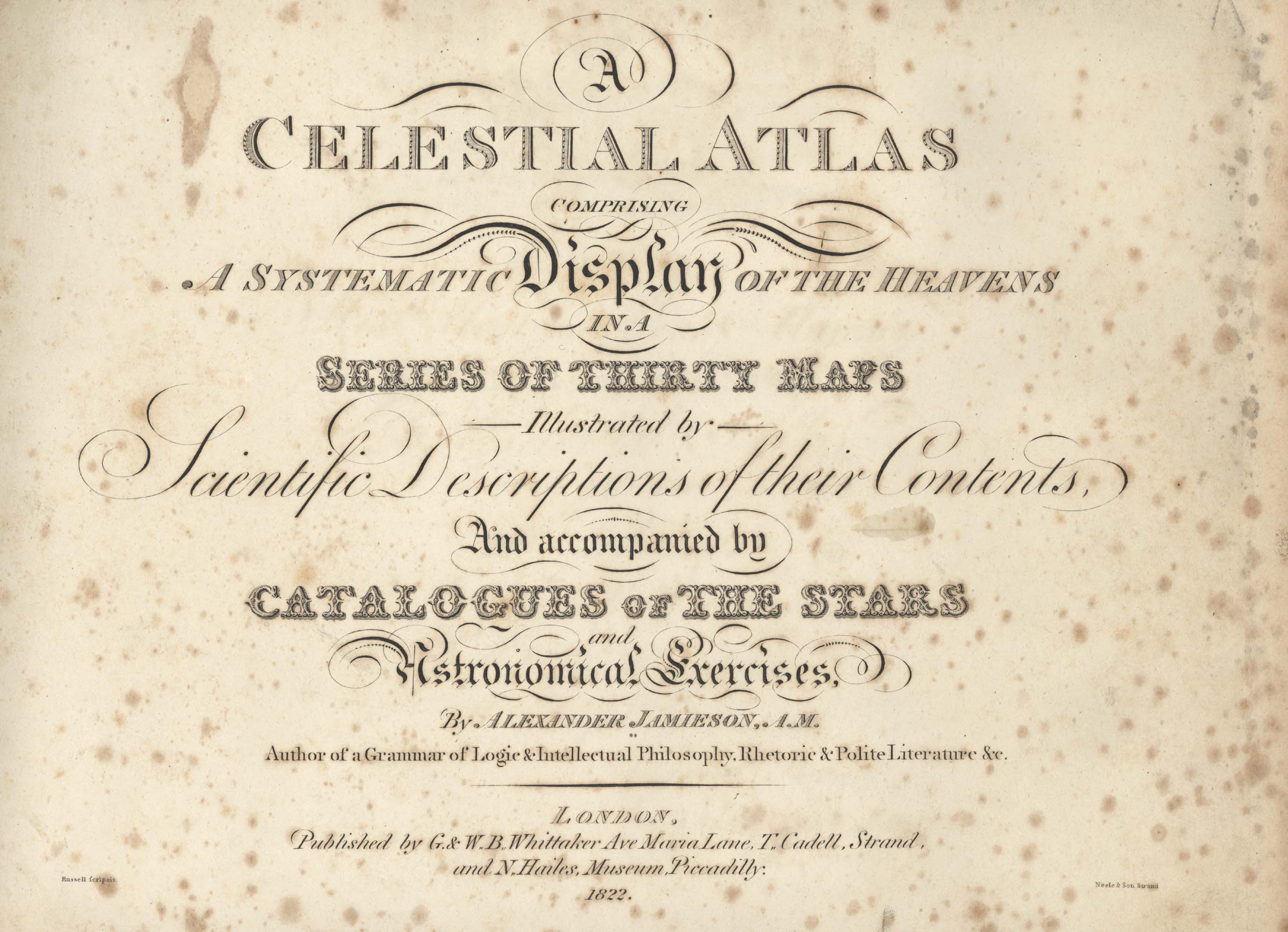
Страница №1: Титульный лист
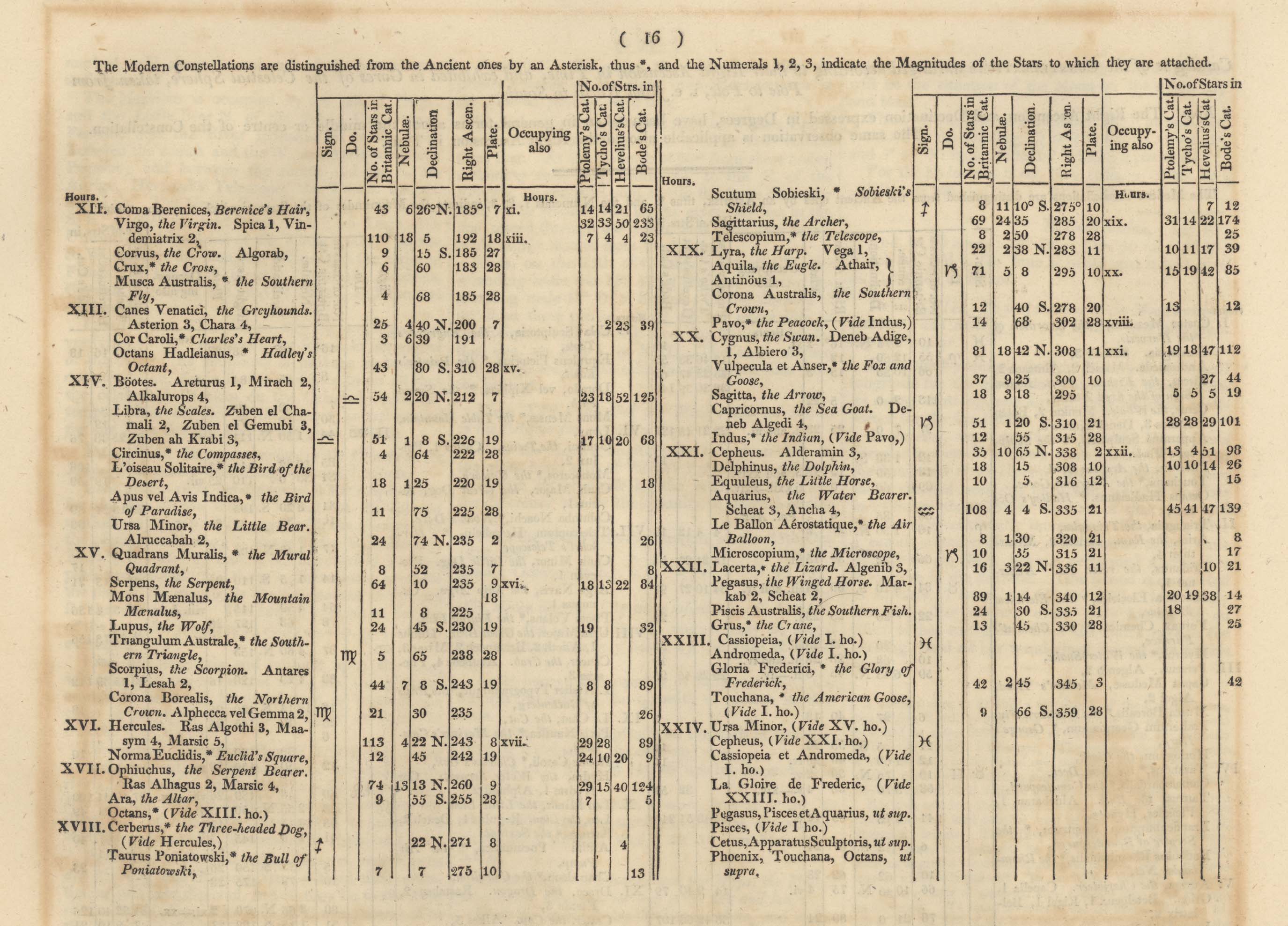
Страница №2: Содержание
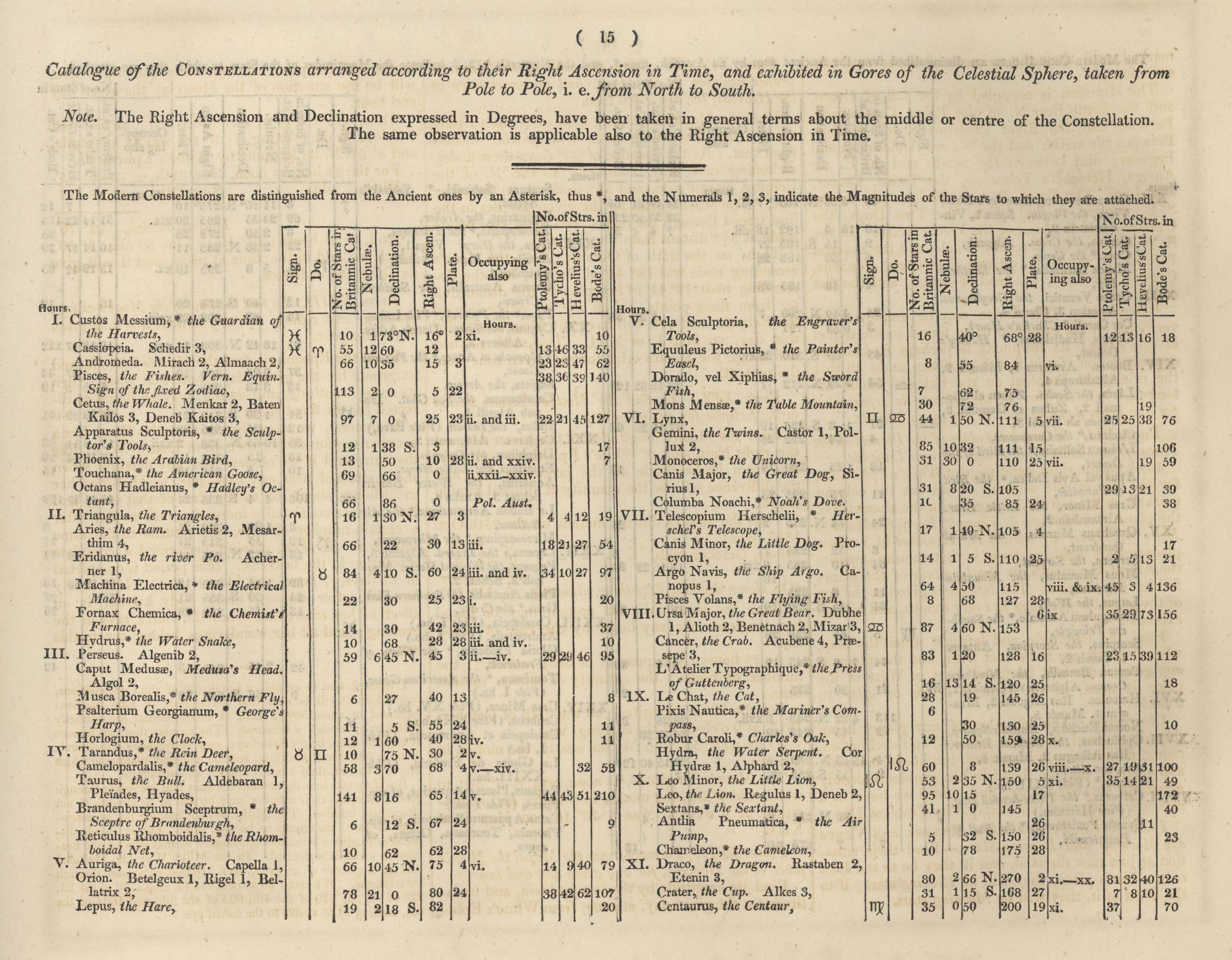
Страница №3: Содержание (продолжение)
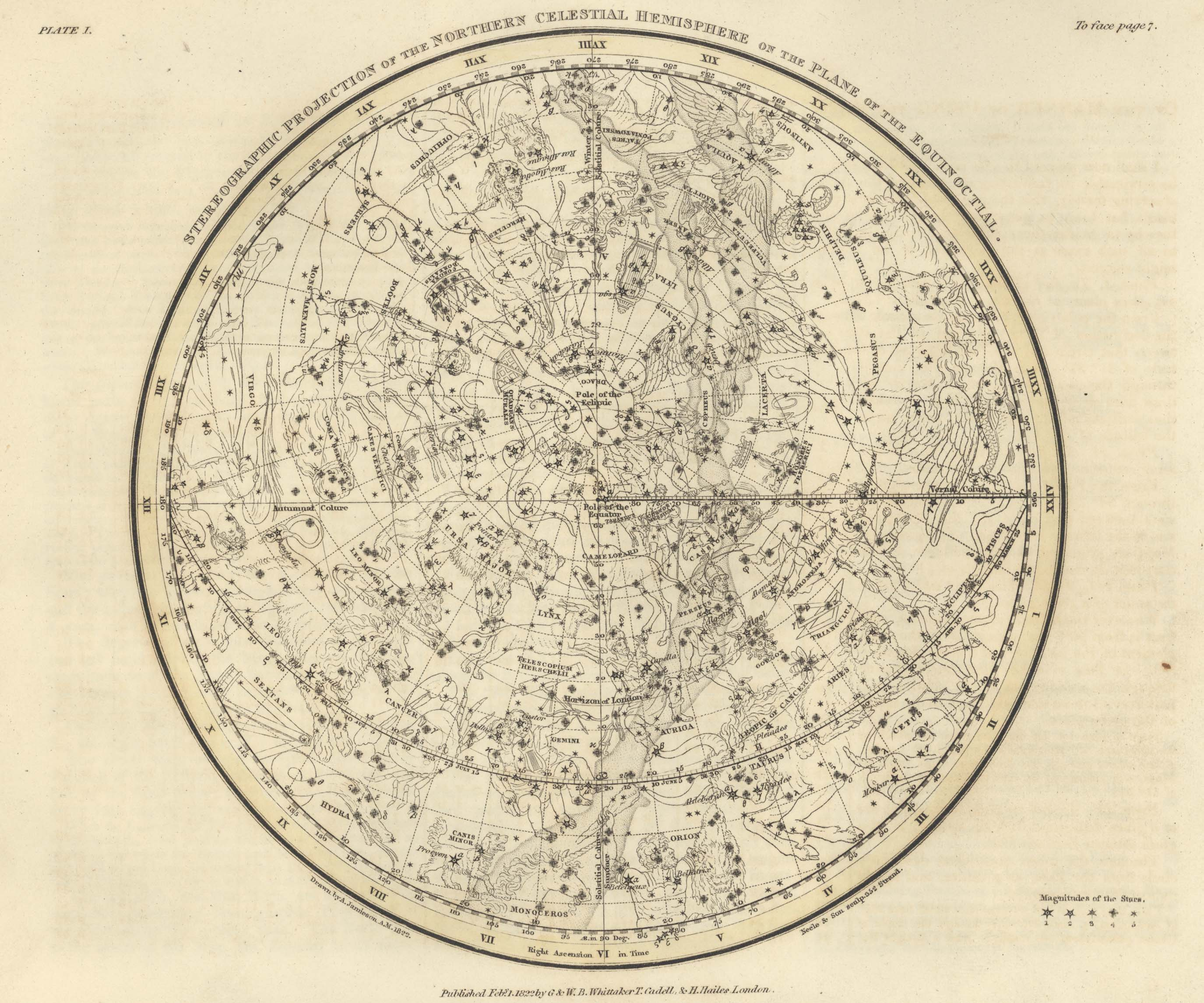
Страница №4: Изображение Северной полусферы
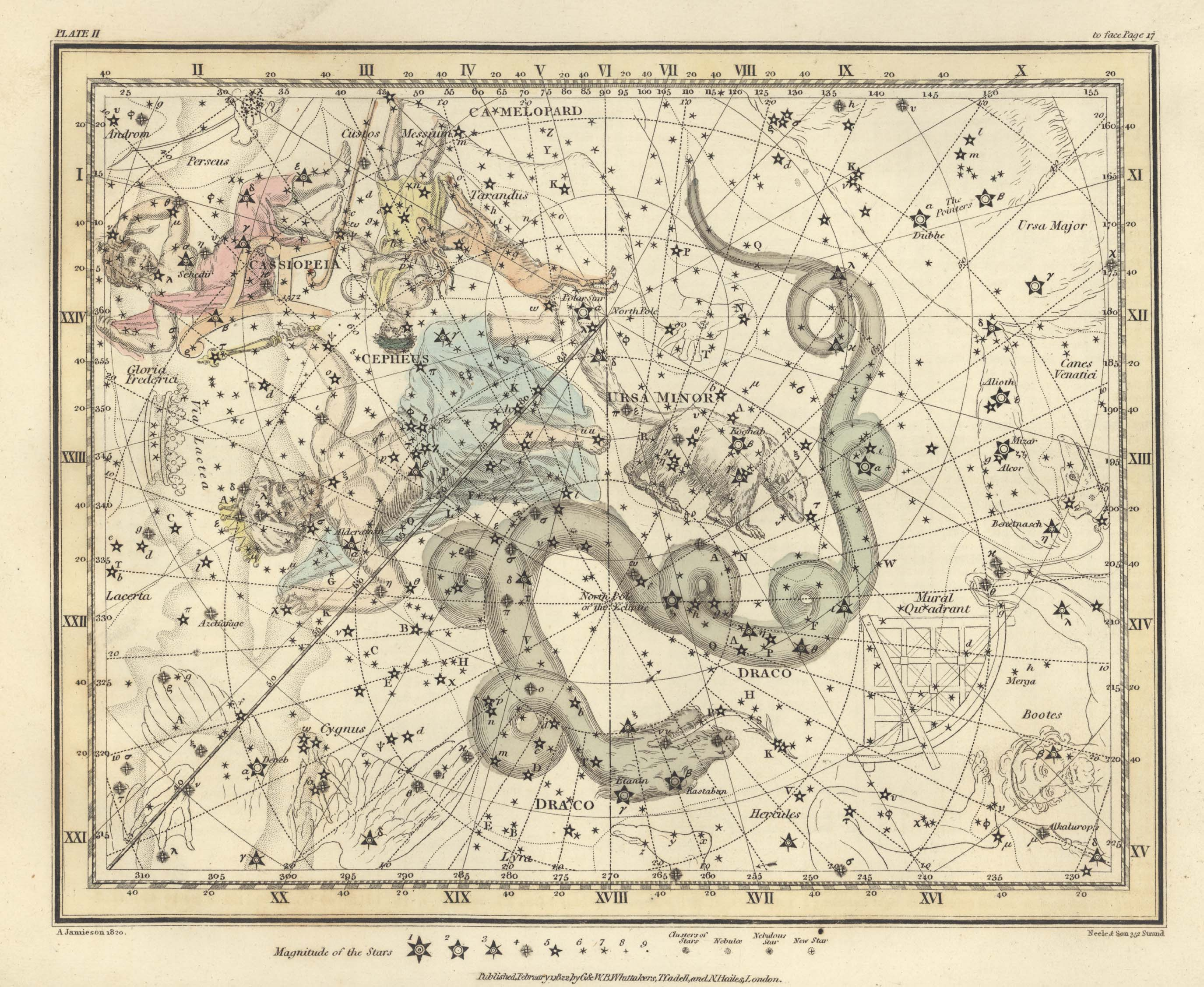
Страница №5: Дракон, Кассиопея, Северный Олень, Цефей, Хранитель Урожая и Малая Медведица
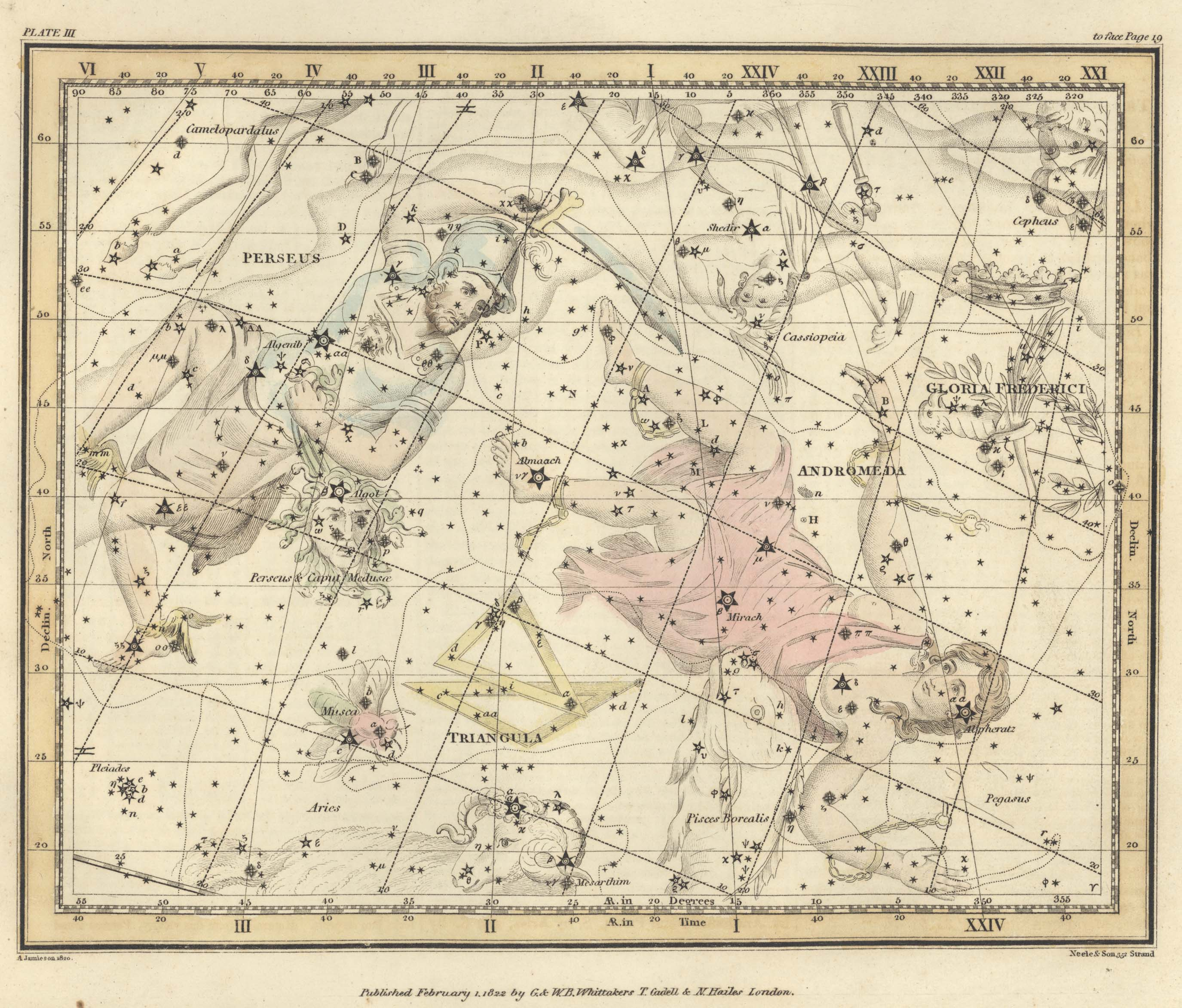
Страница № 6:  Персей и Голова Горгоны,  Андромеда,  Треугольник и  Слава Фридриха II
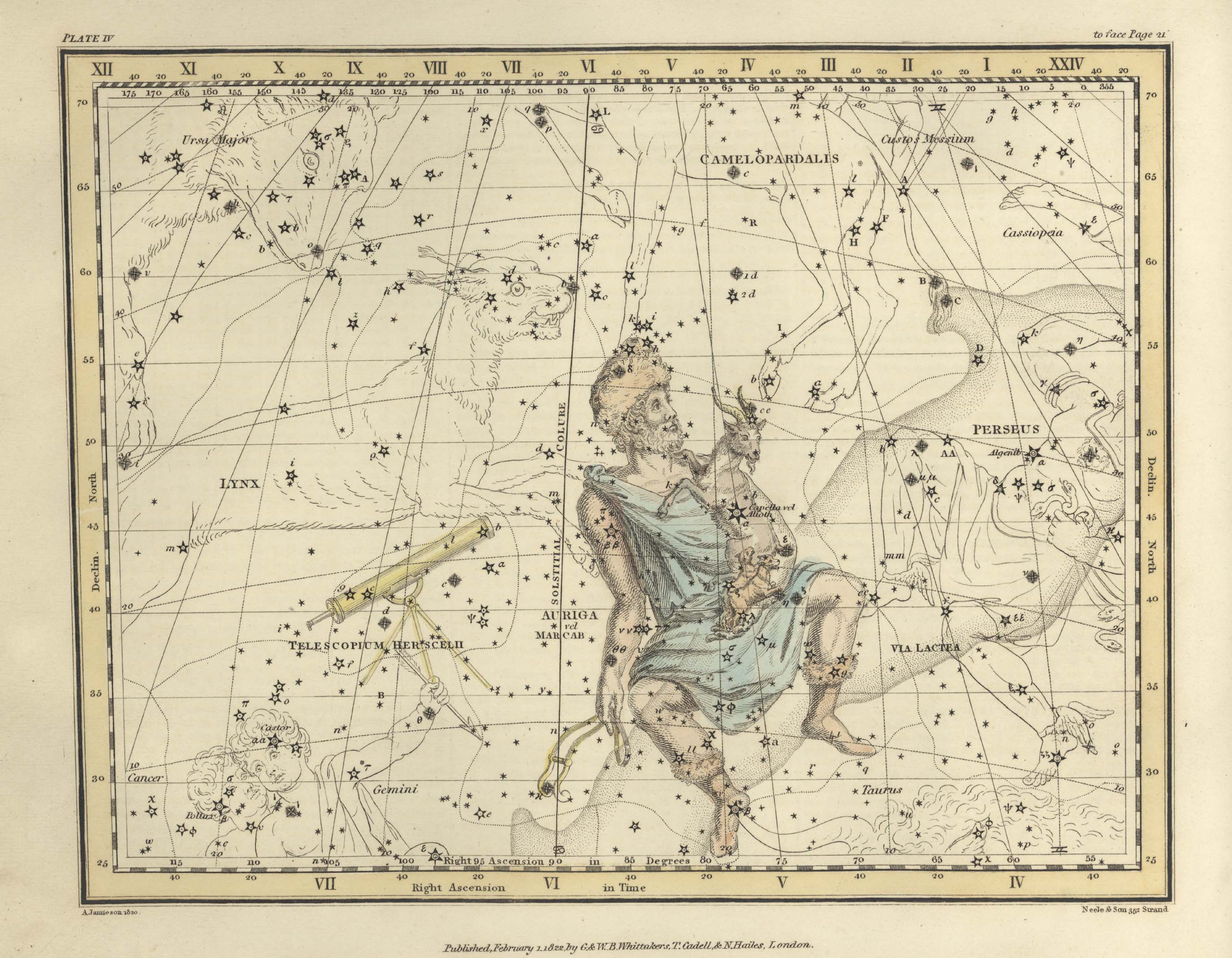
Страница №7:  Возничий, Жираф и Телескоп Гершеля
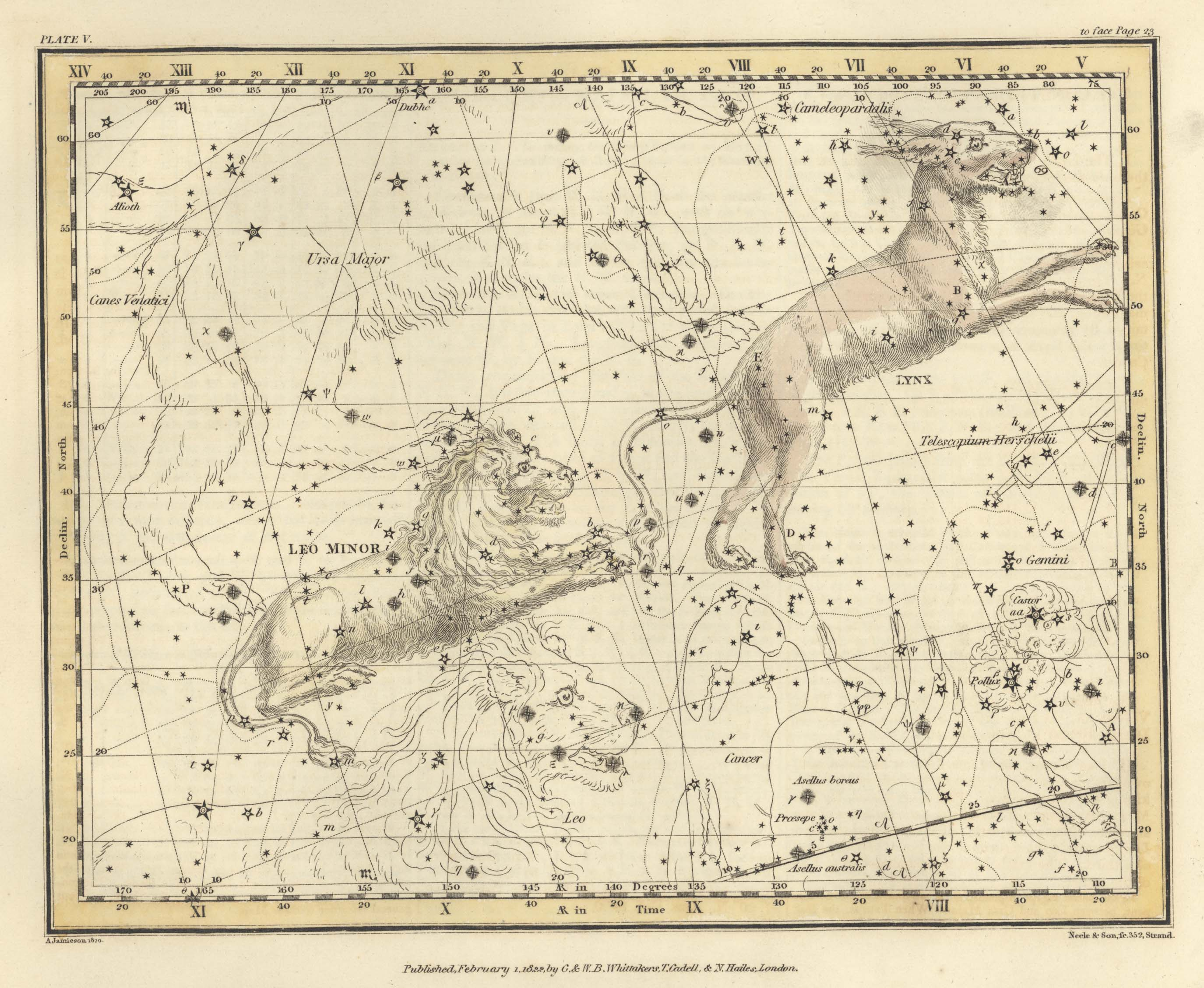
Страница №8: Рысь и Малый Лев
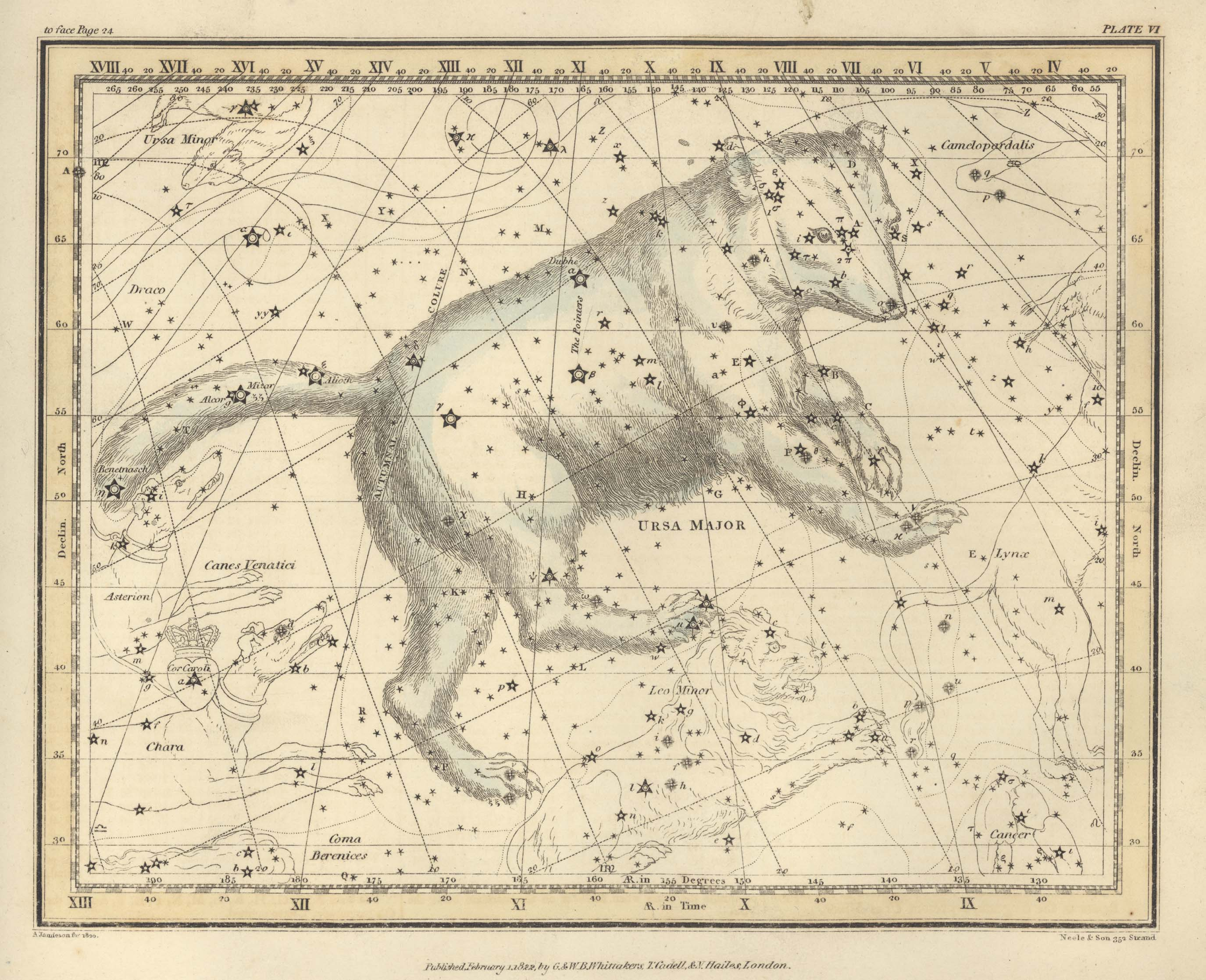
Страница №9: Большая Медведица
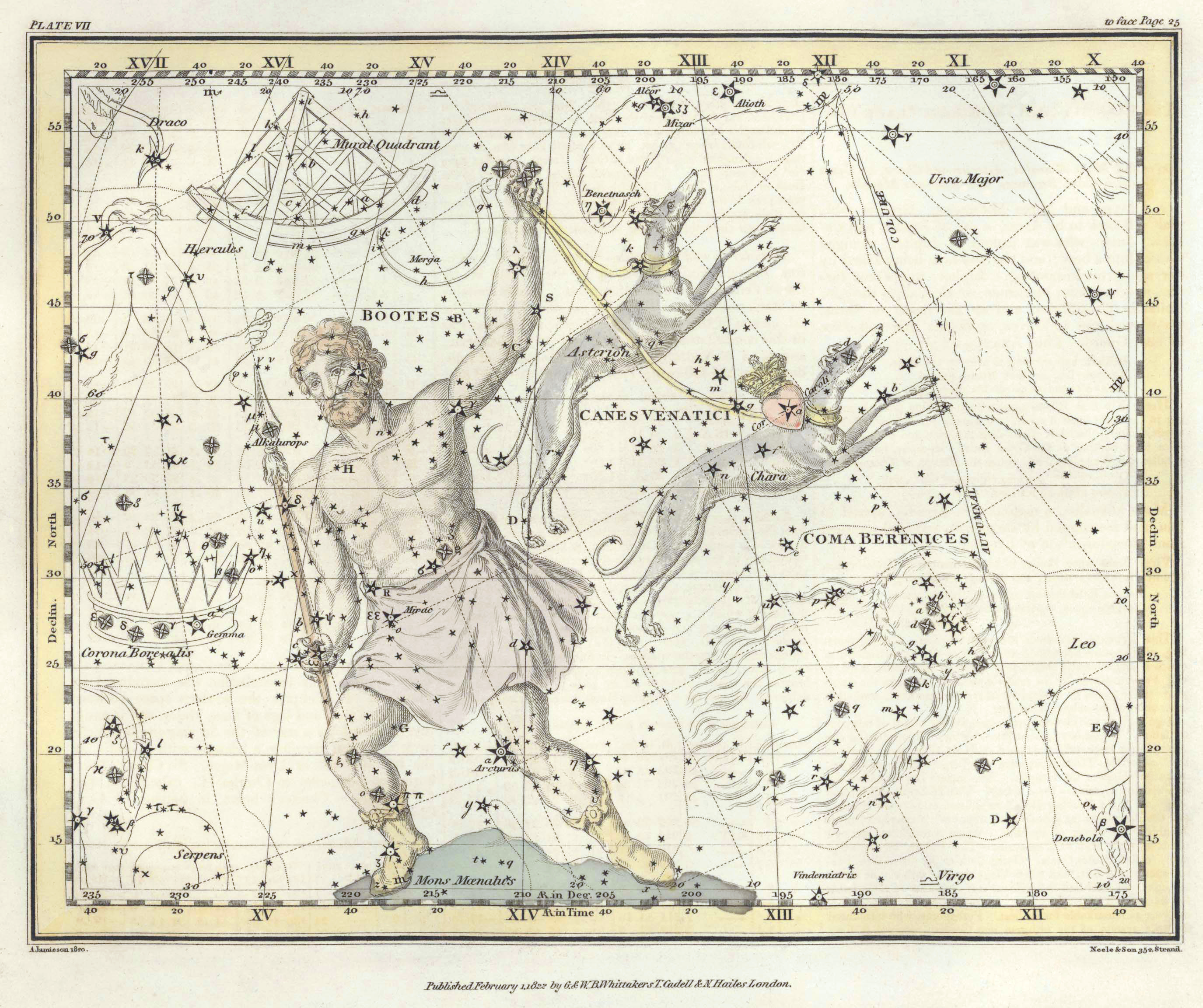
Страница №10:  Волопас, Гончие Псы,  Волосы Вероники, и  Стенной Квадрант
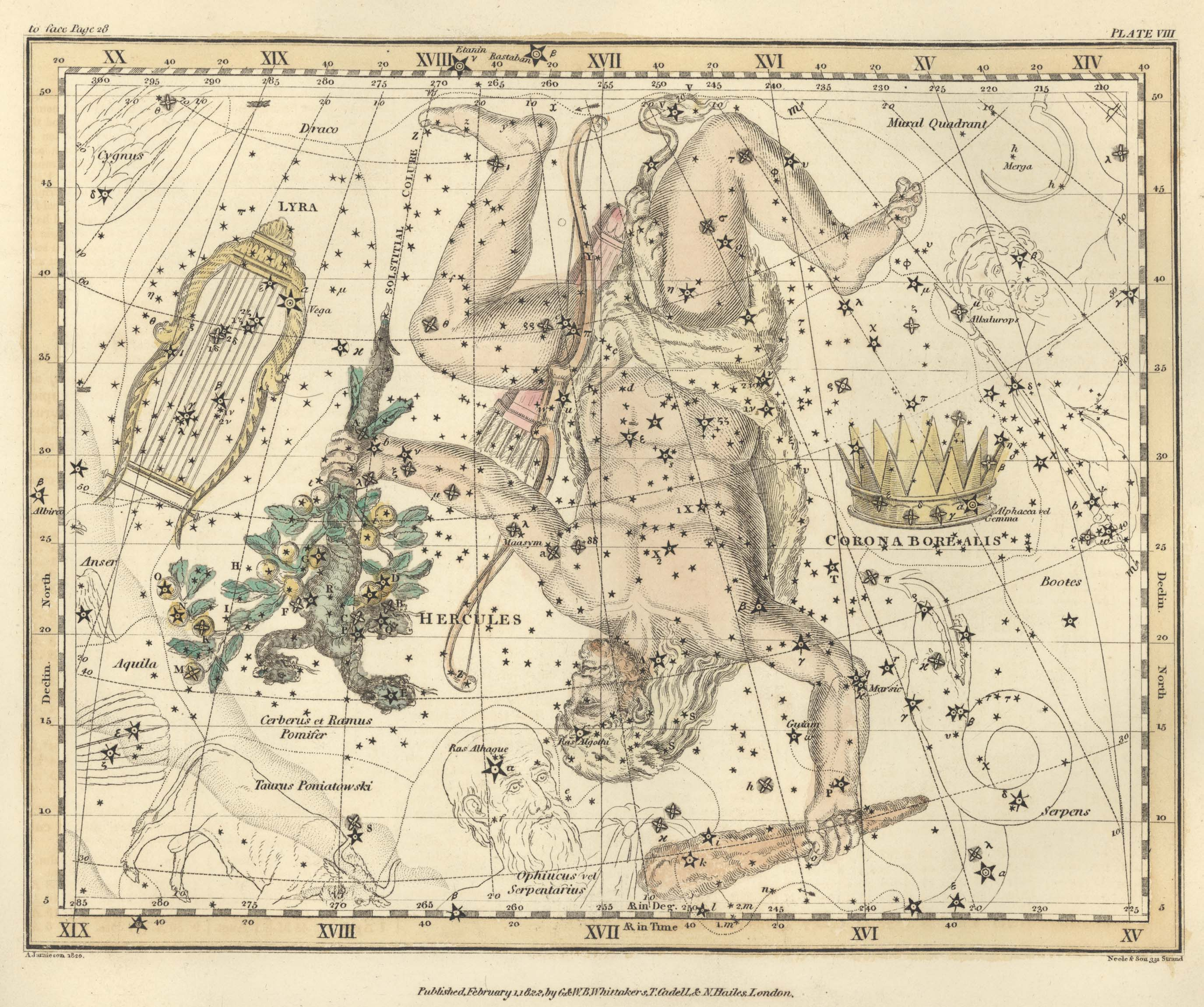
Страница №11:  Геркулес, Лира и Северная Корона
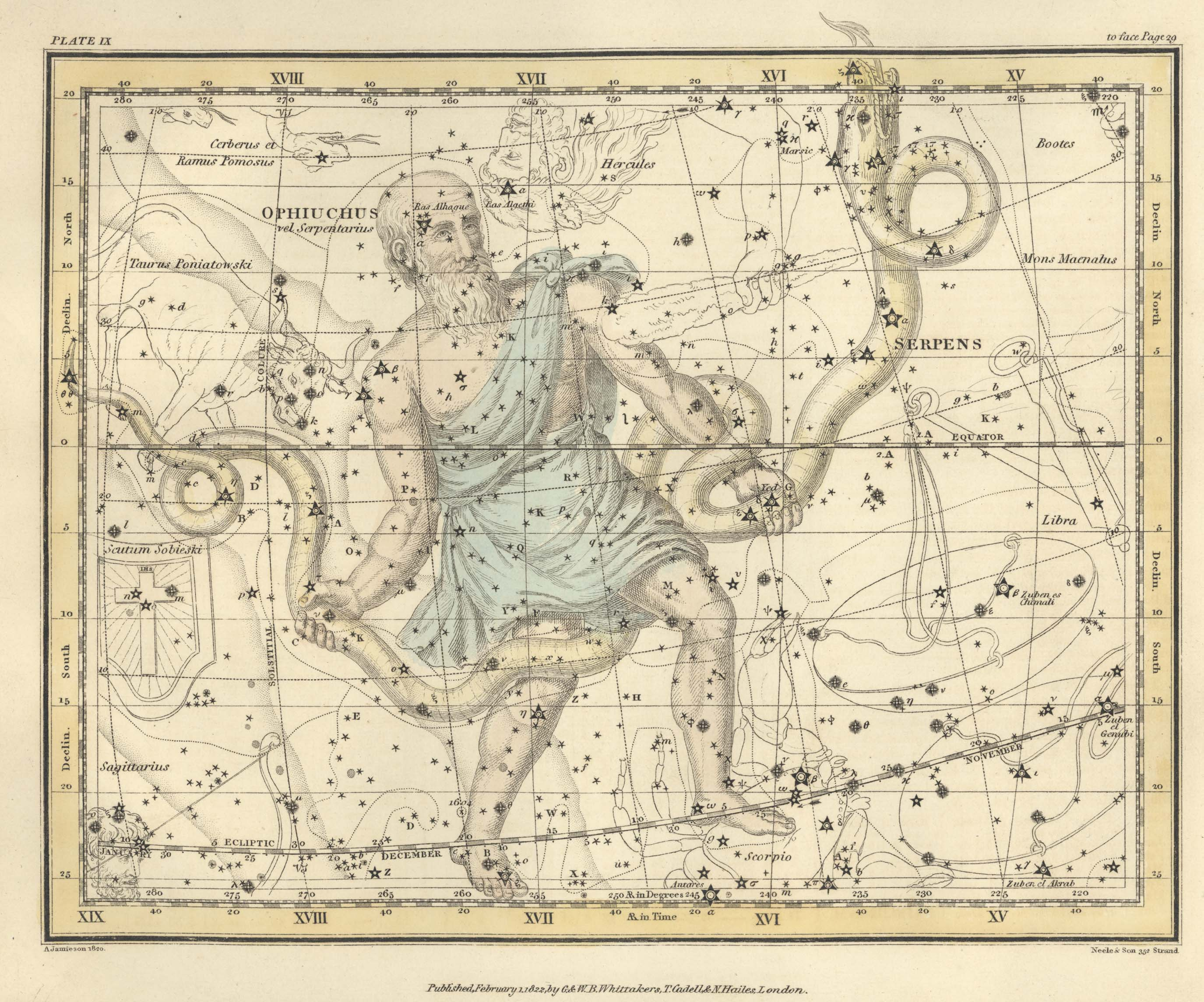
Страница №12:  Телец Понятовского, Змееносец,  Щит Собеского, и Змея
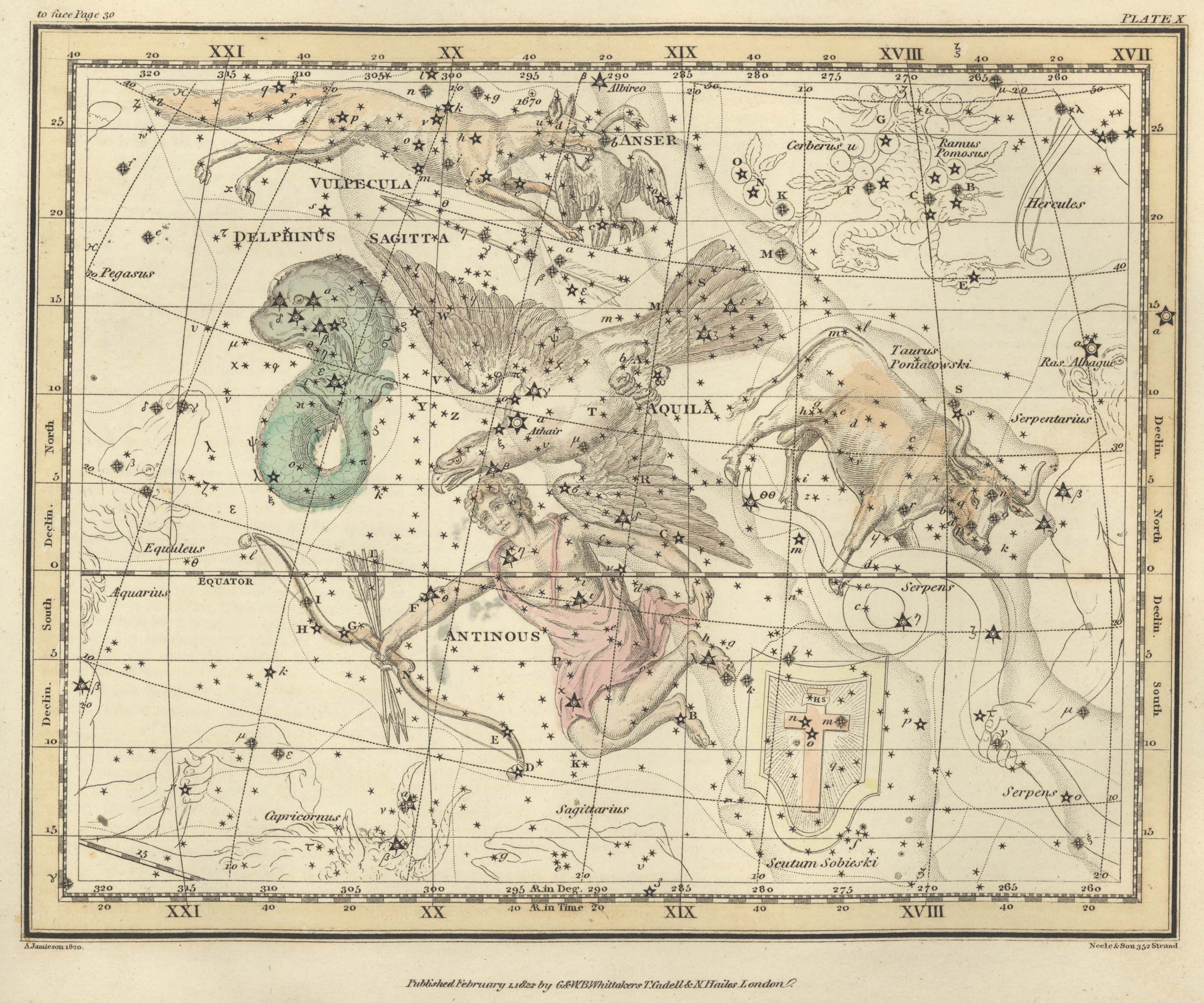
Страница № 13:  Дельфин, Стрела, Орёл, и  Антиной
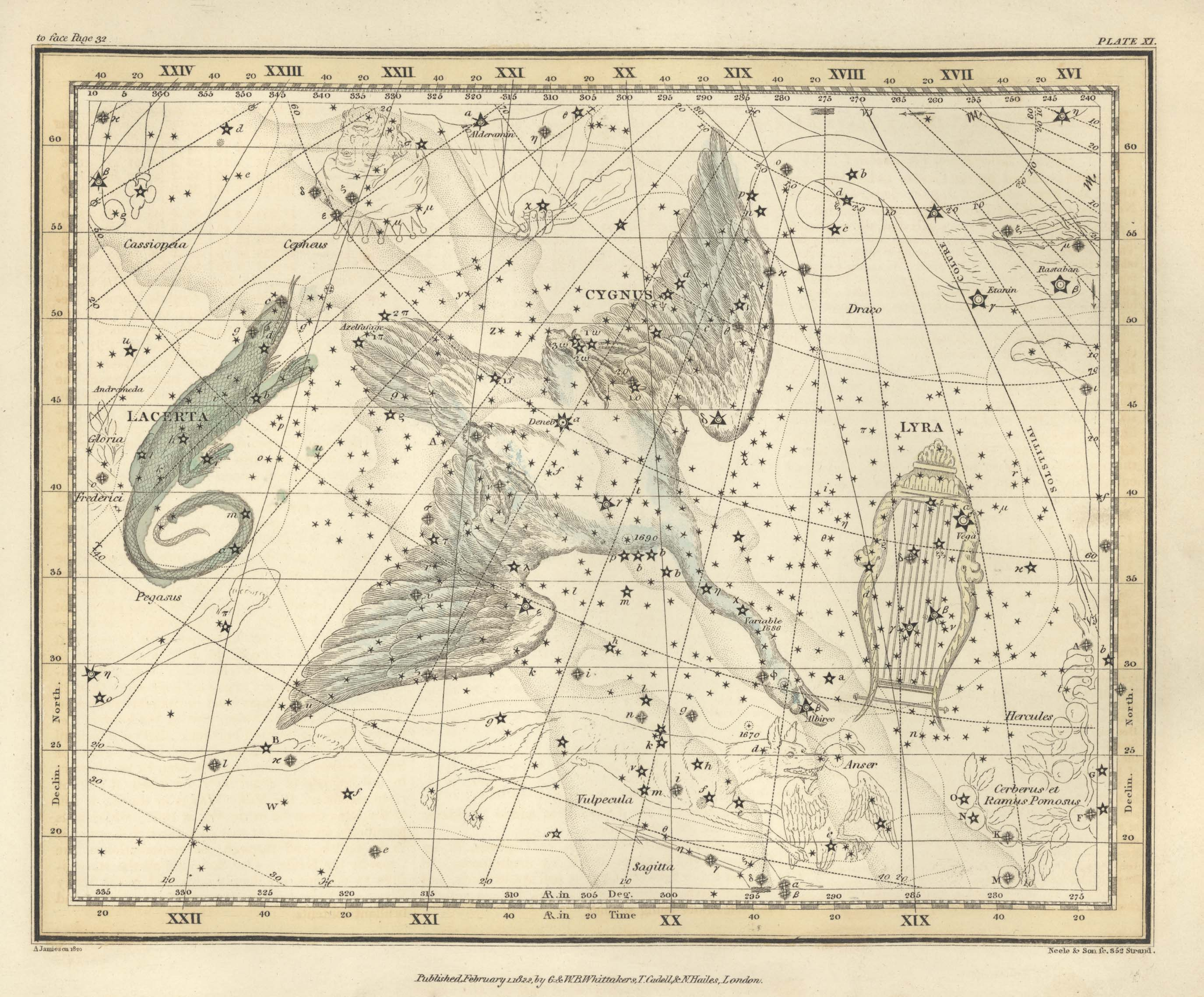
Страница №14: Ящерица, Лебедь, Лира и  Лисичка с Гусем
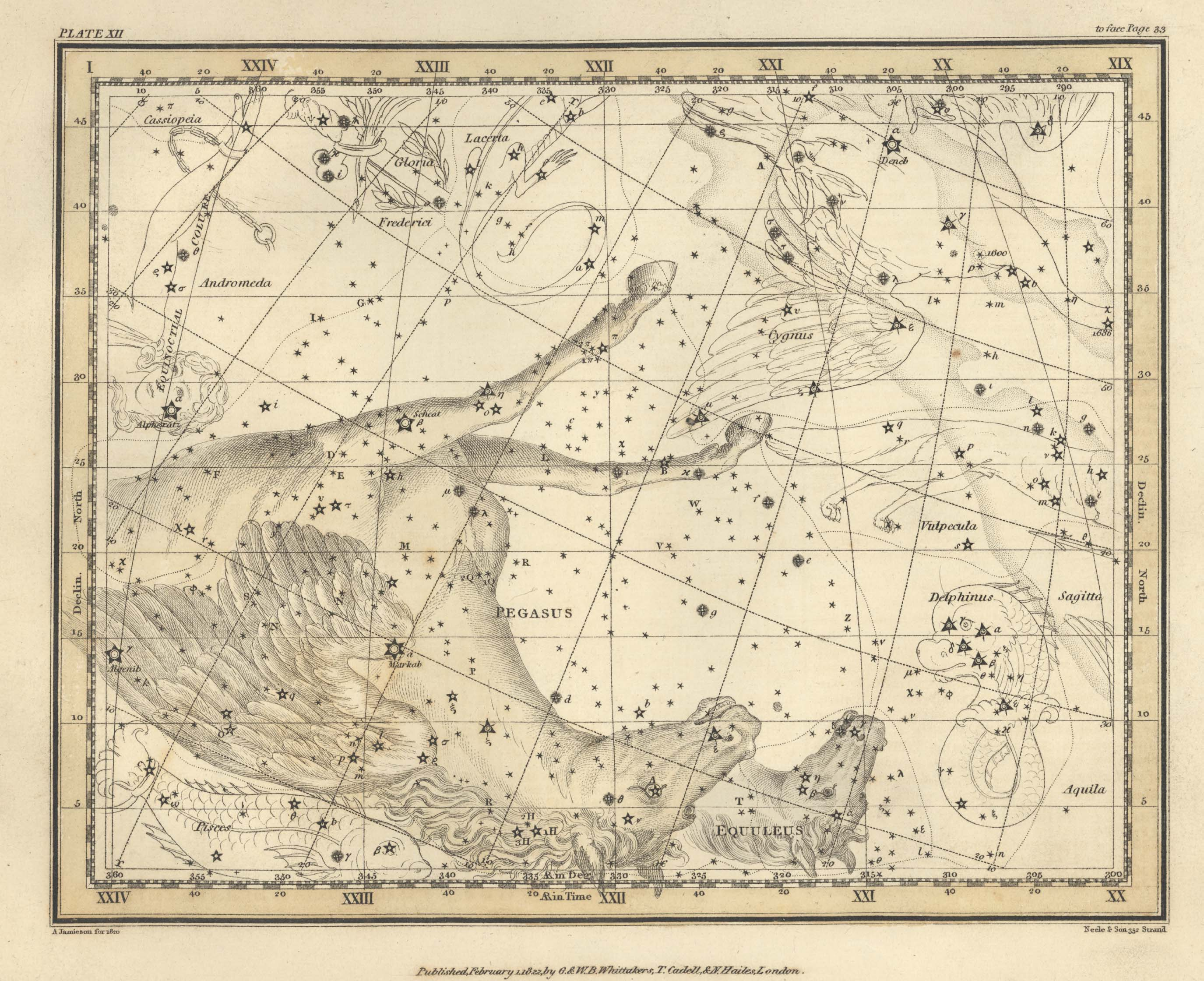
Страница №15:  Пегас и Малый Конь
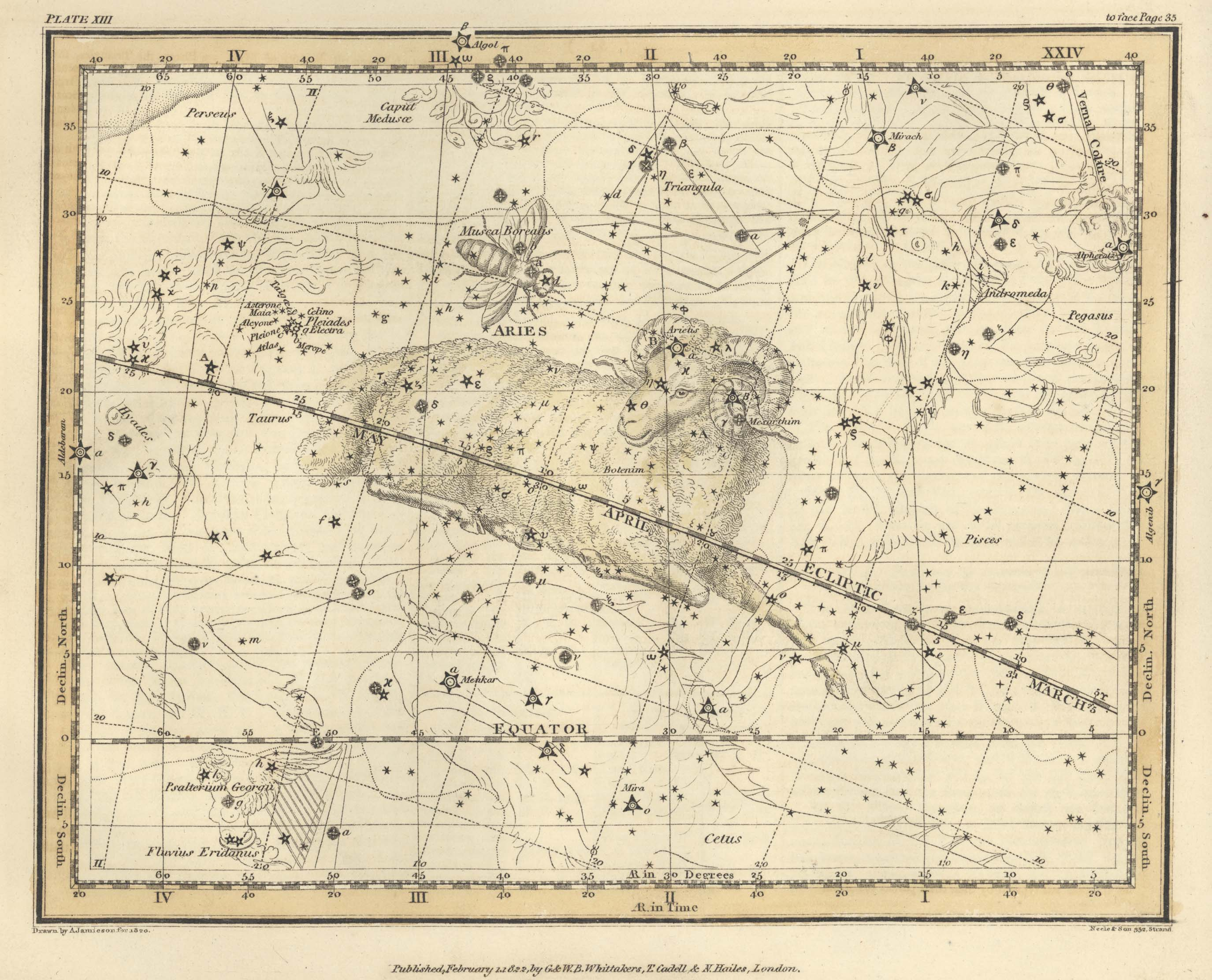
Страница №16:  Овен и  Северная Муха
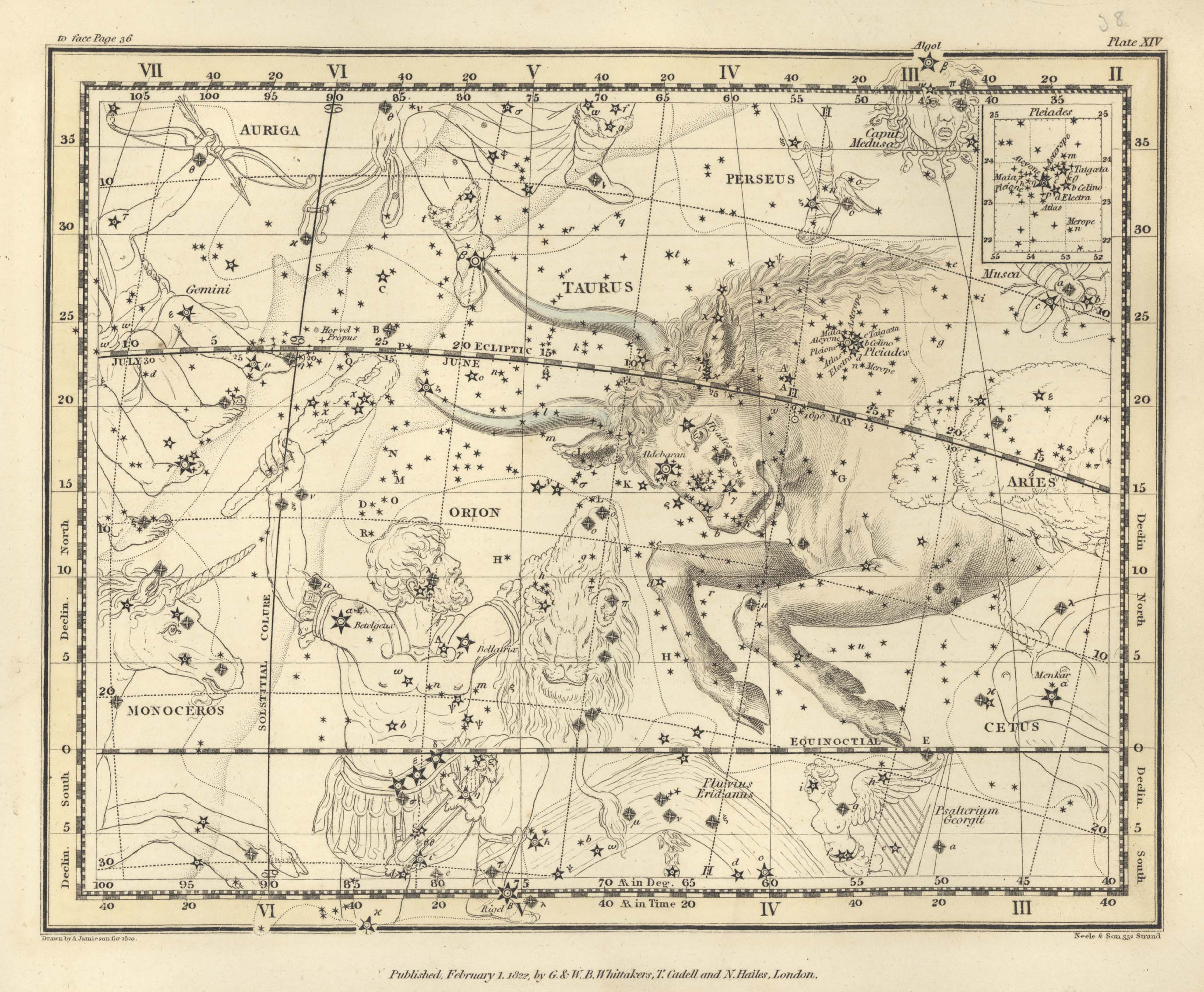
Страница №17:  Телец
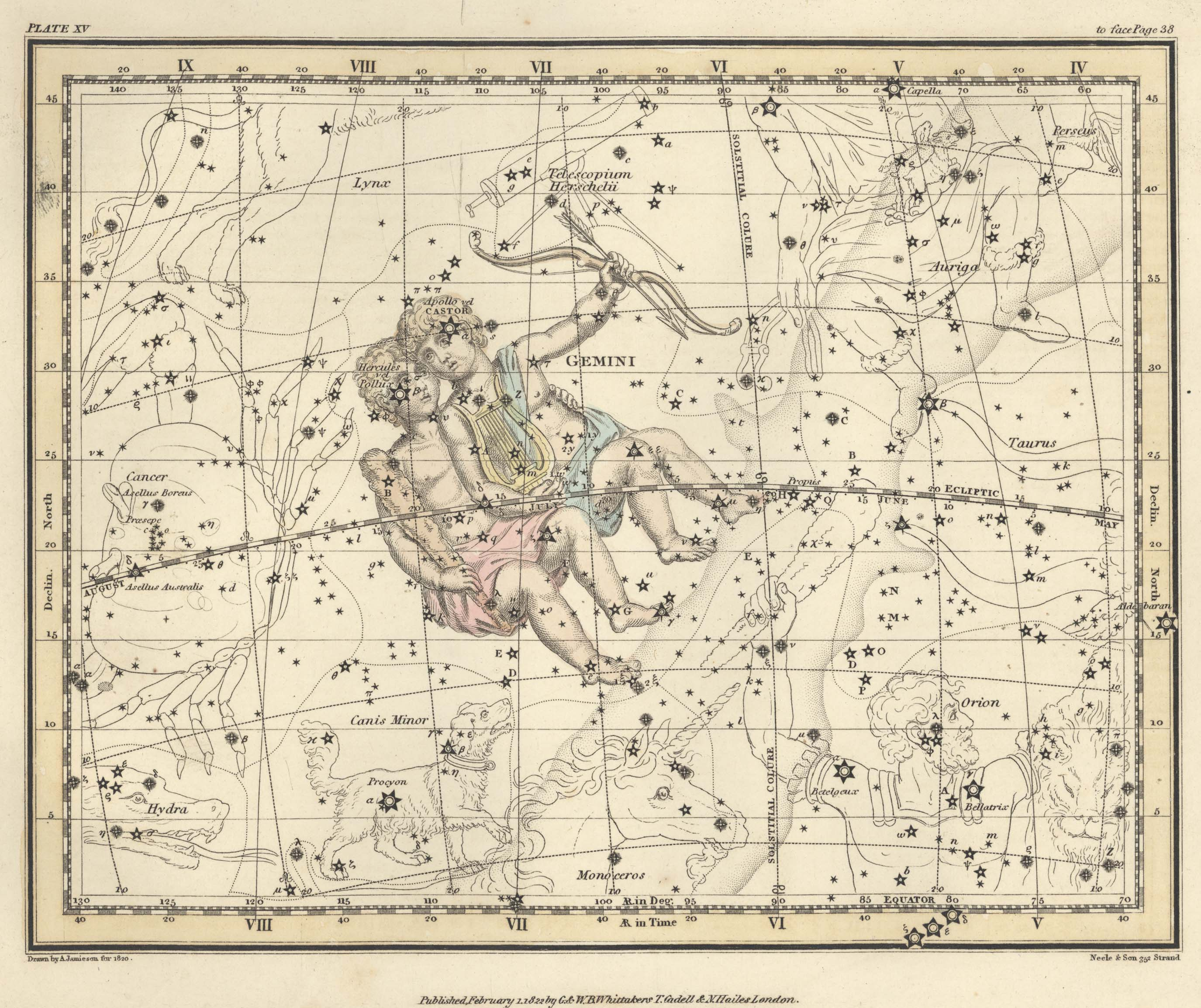
Страница №18: Близнецы
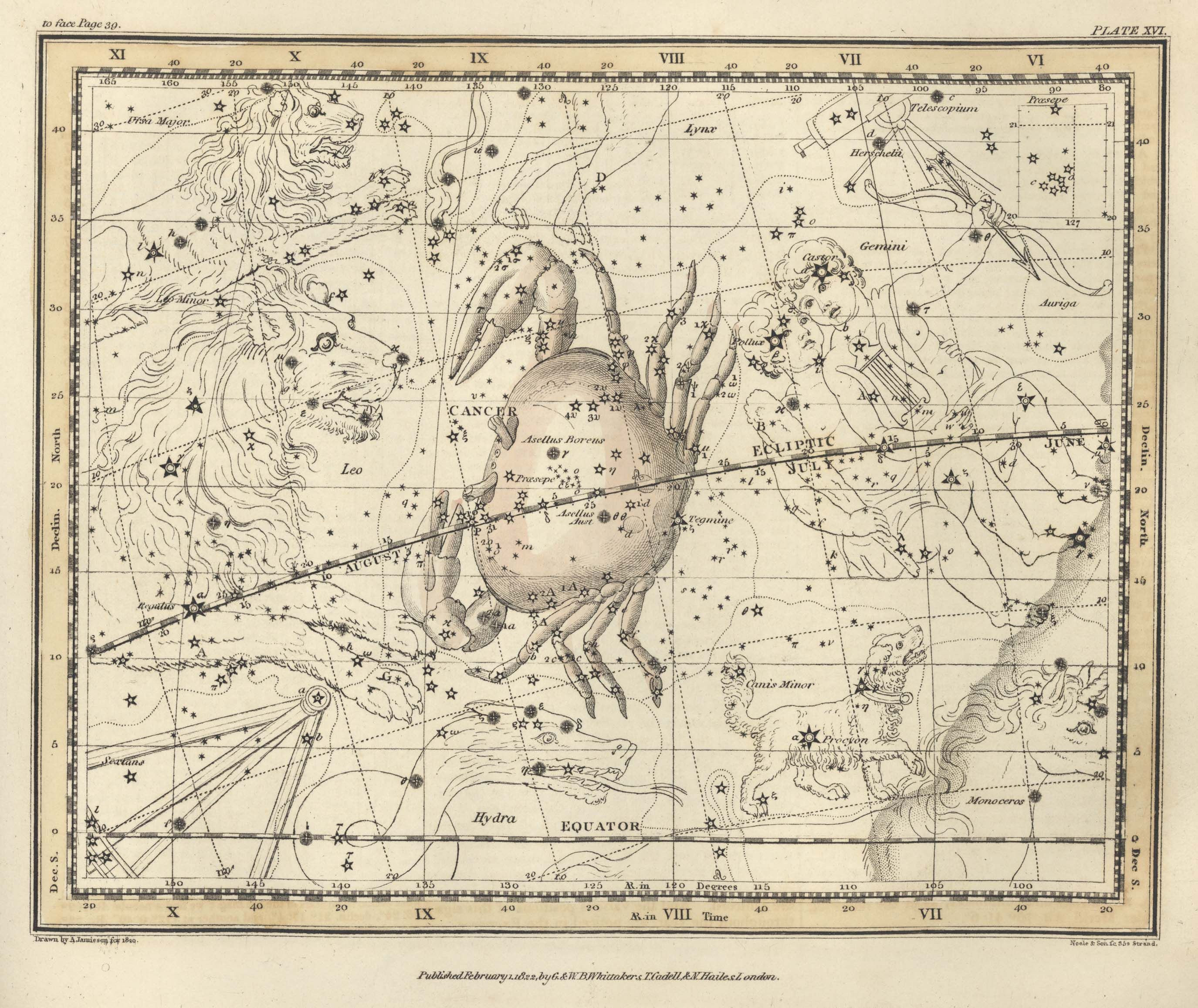
Страница №19:  Рак
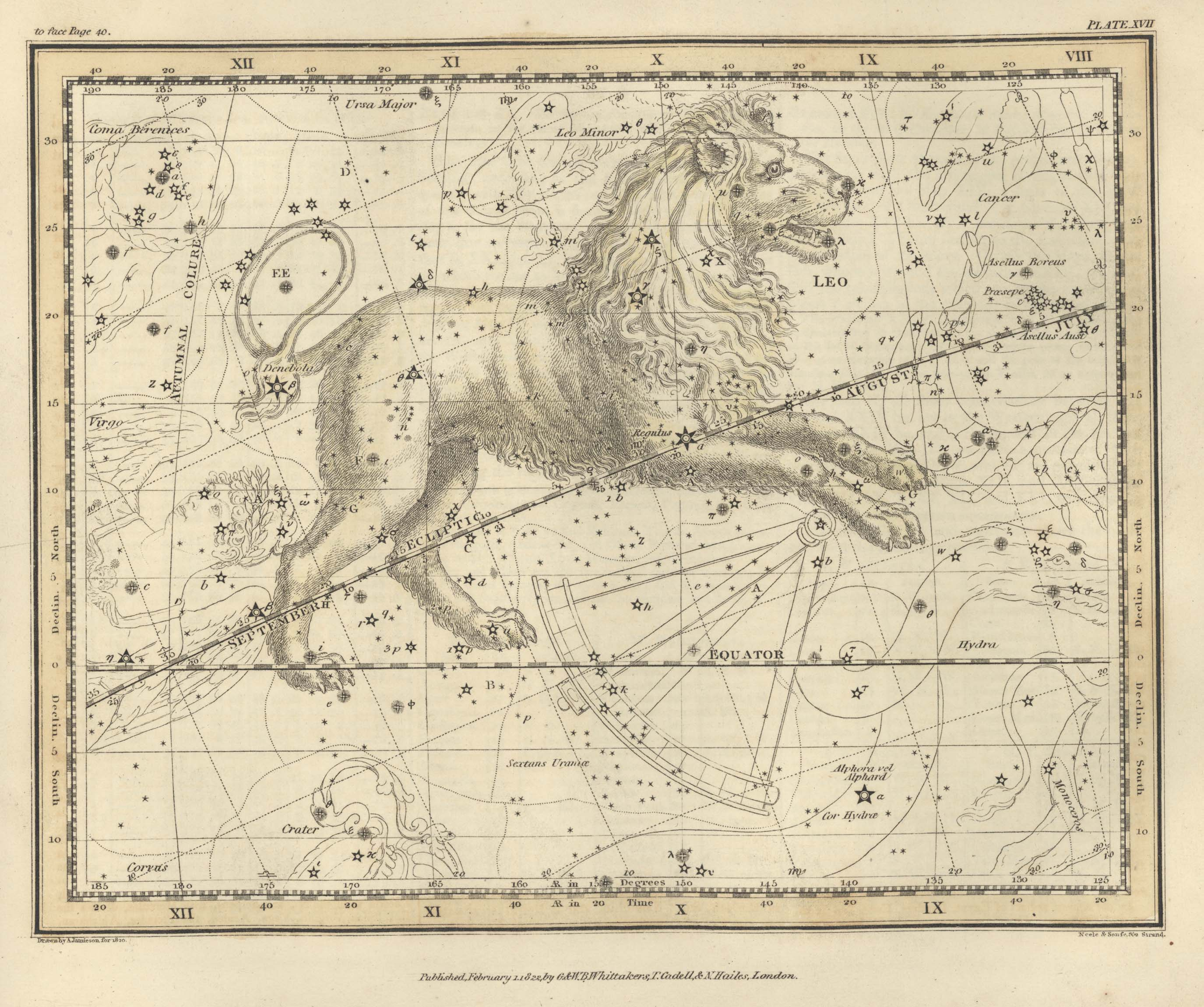
Страница №20: Лев
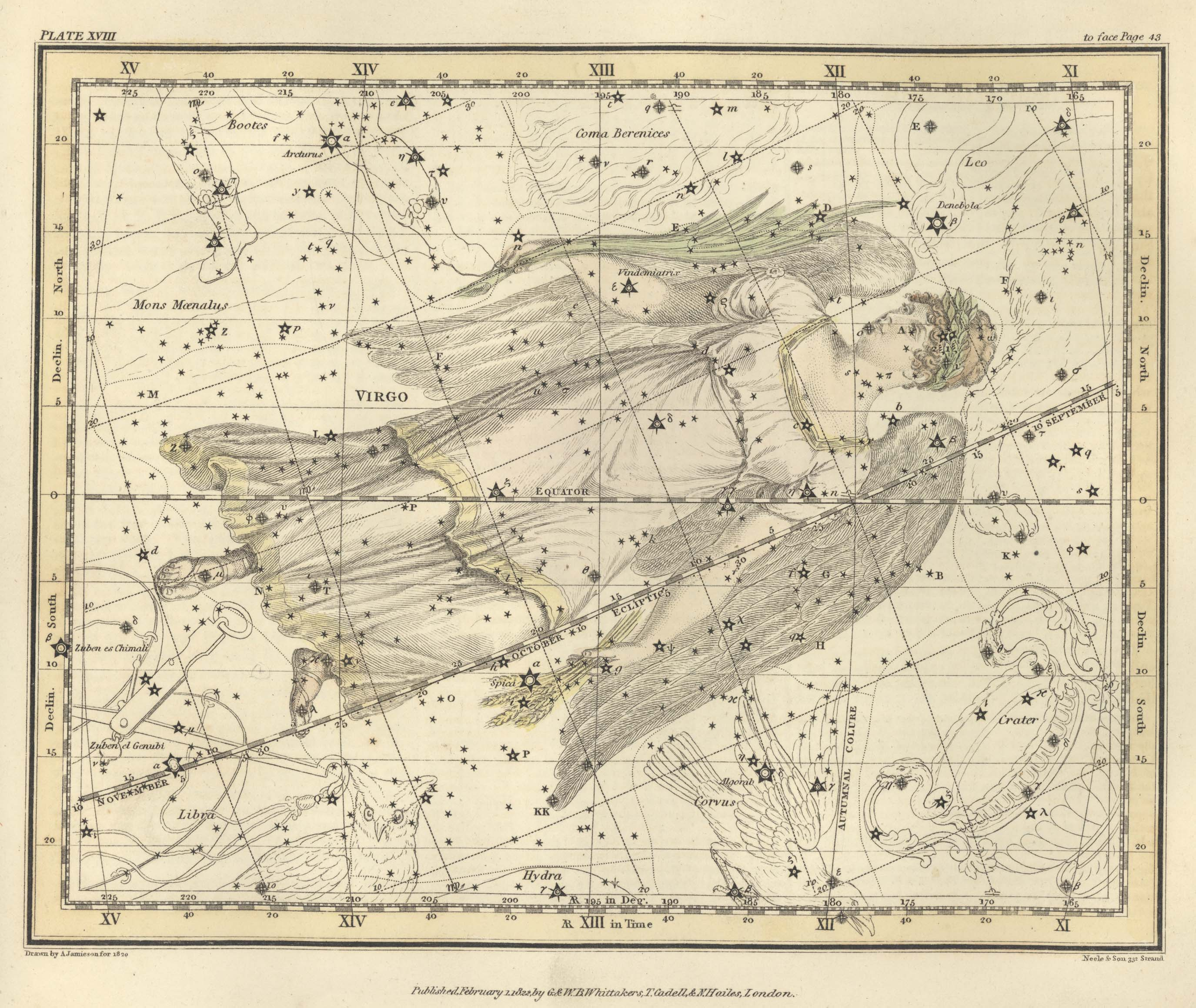
Страница № 21: Дева
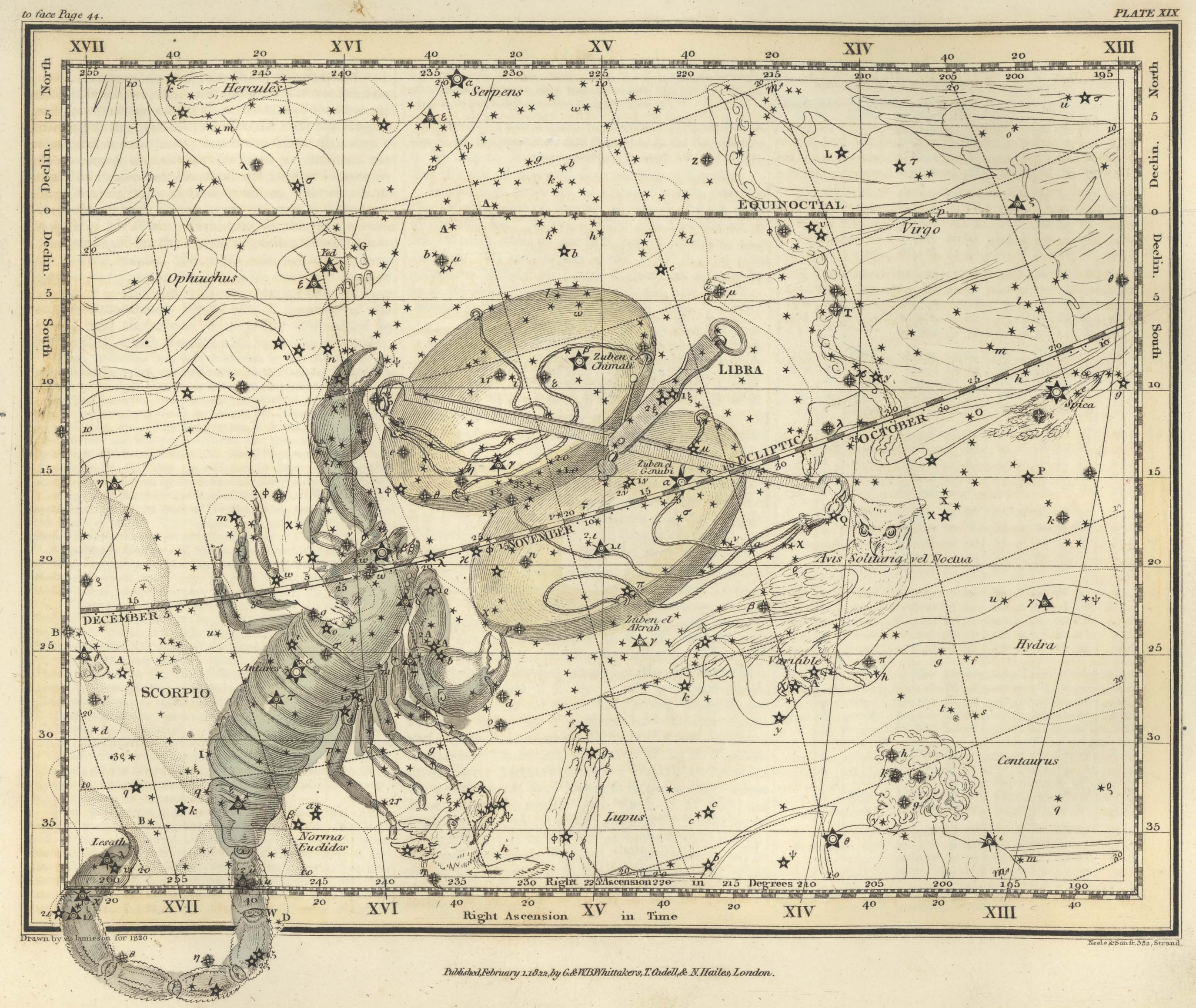
Страница №22:  Весы и Скорпион
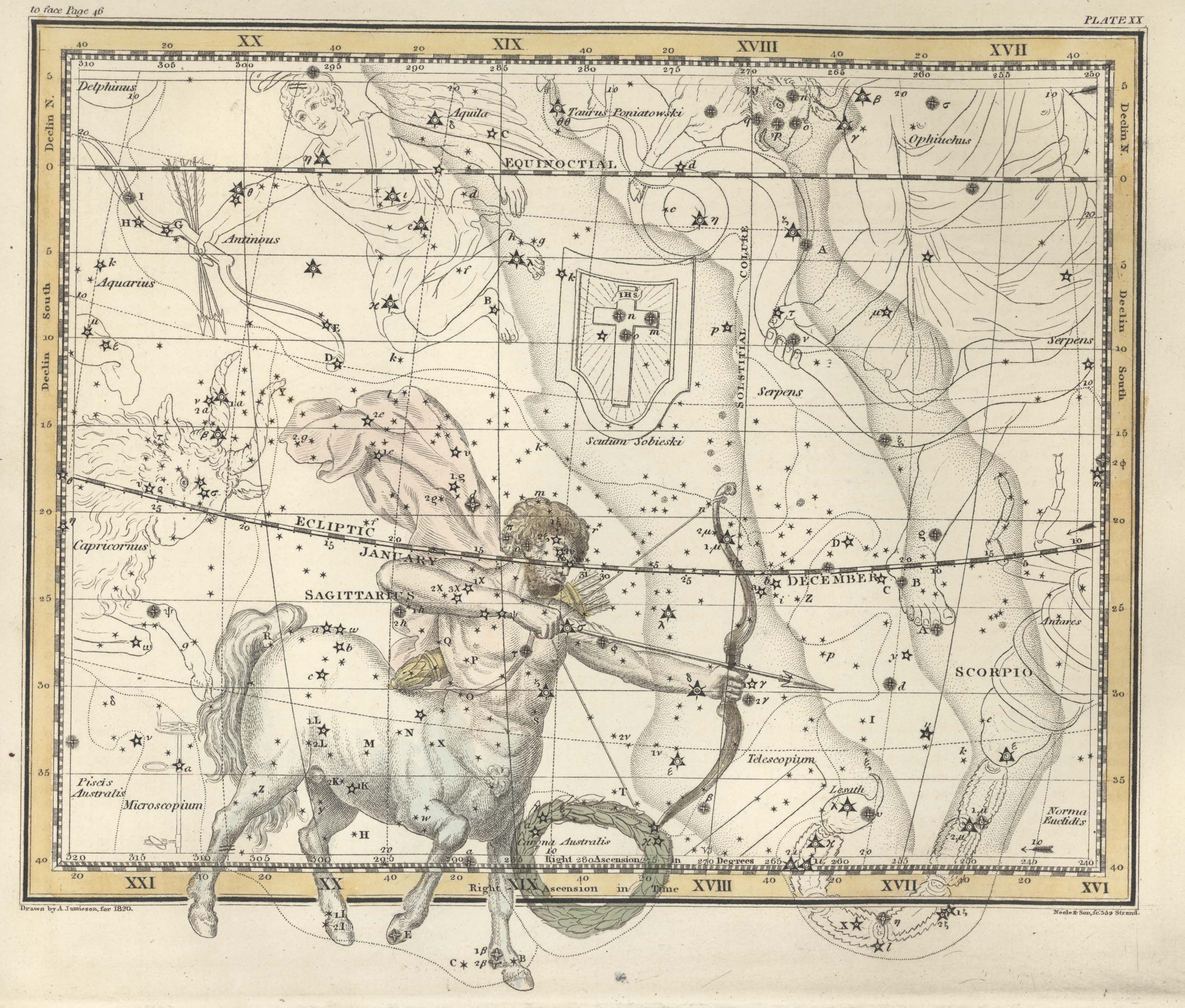
Страница №23: Стрелец и Южная Корона
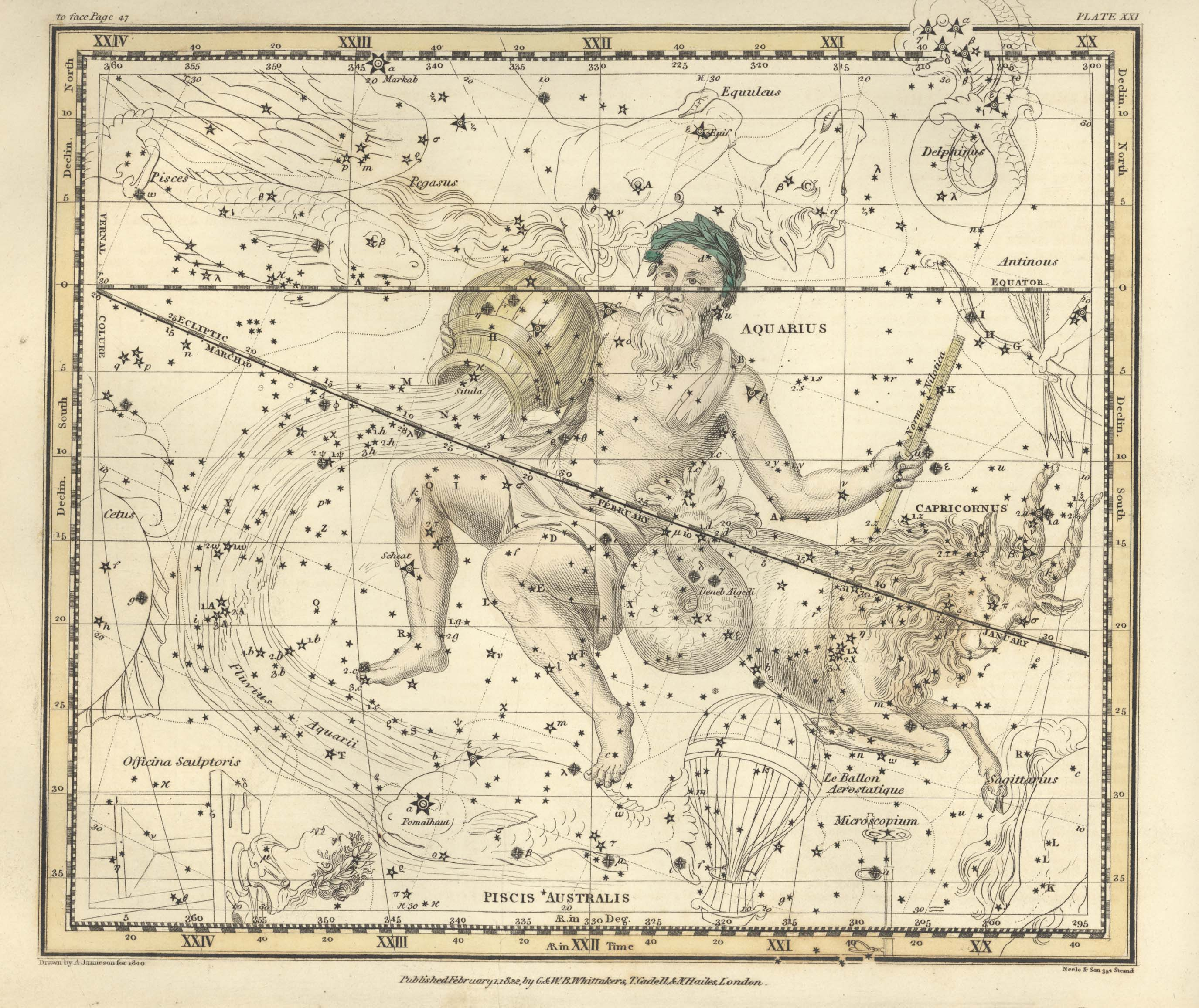
Страница №24: Водолей, Нилометр, Воздушный Шар, Южная Рыба, Микроскоп и Козерог
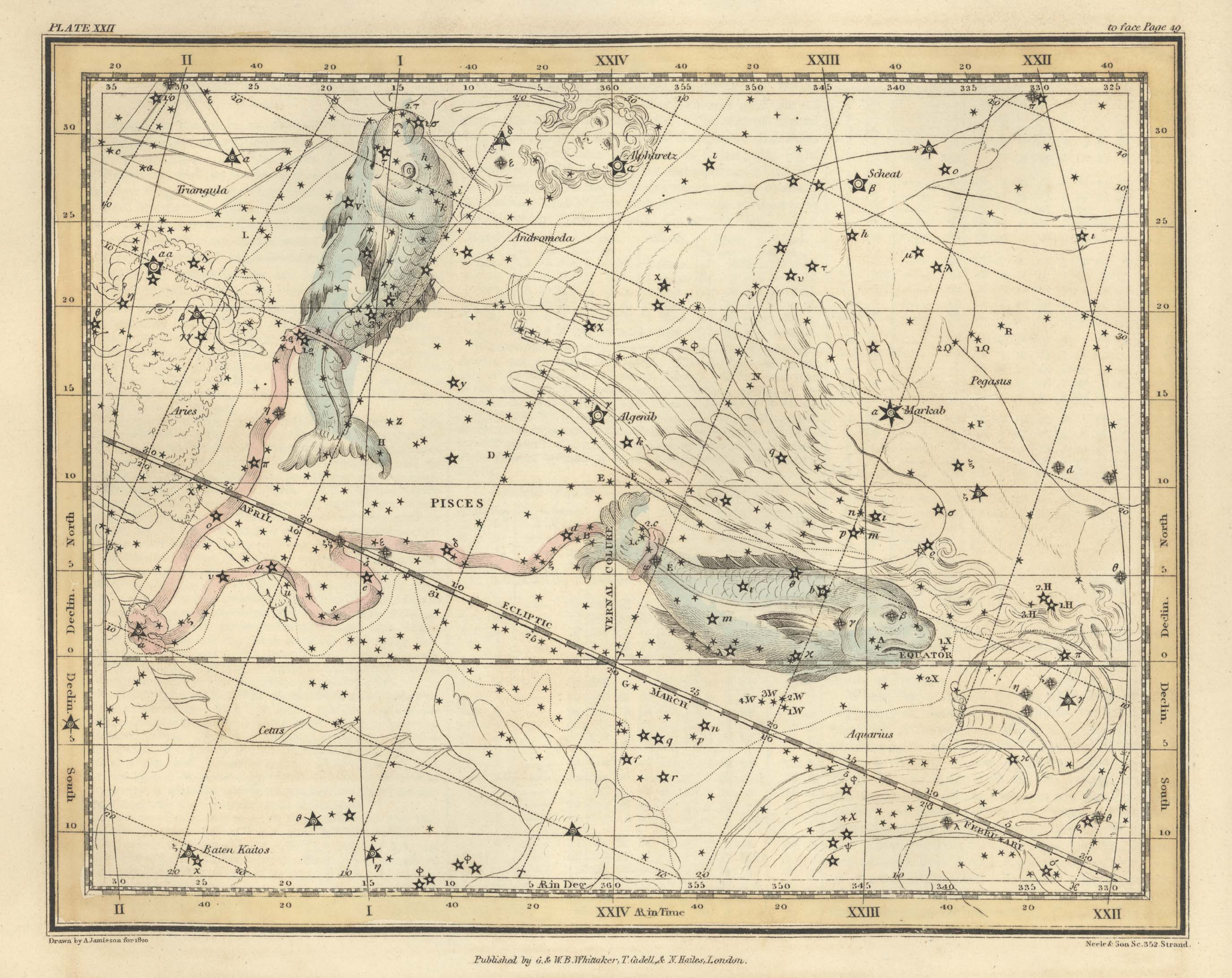
Страница №25: Рыбы
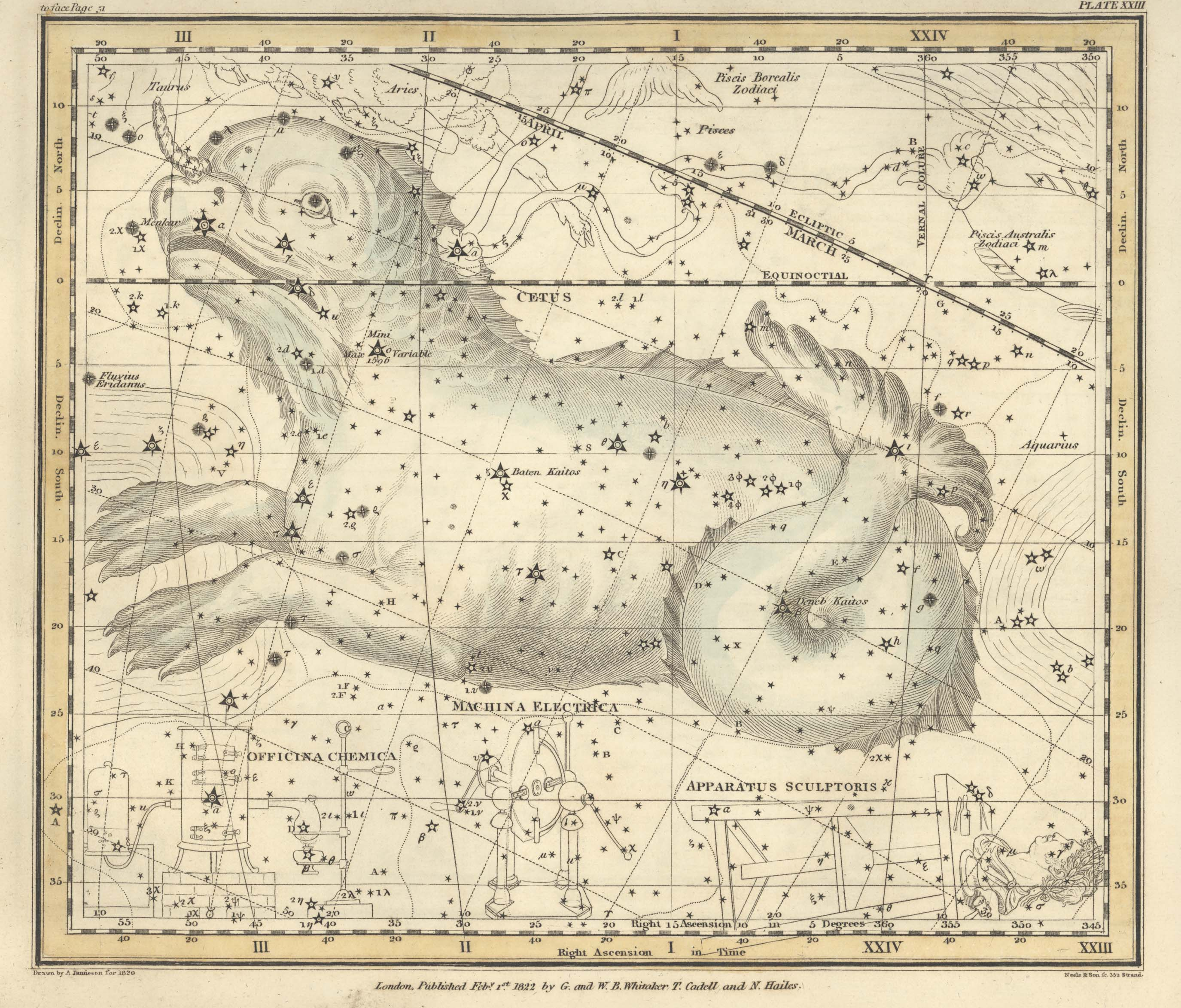
Страница №26: Кит, Мастерская Скульптора, Печь и Электрическая Машина
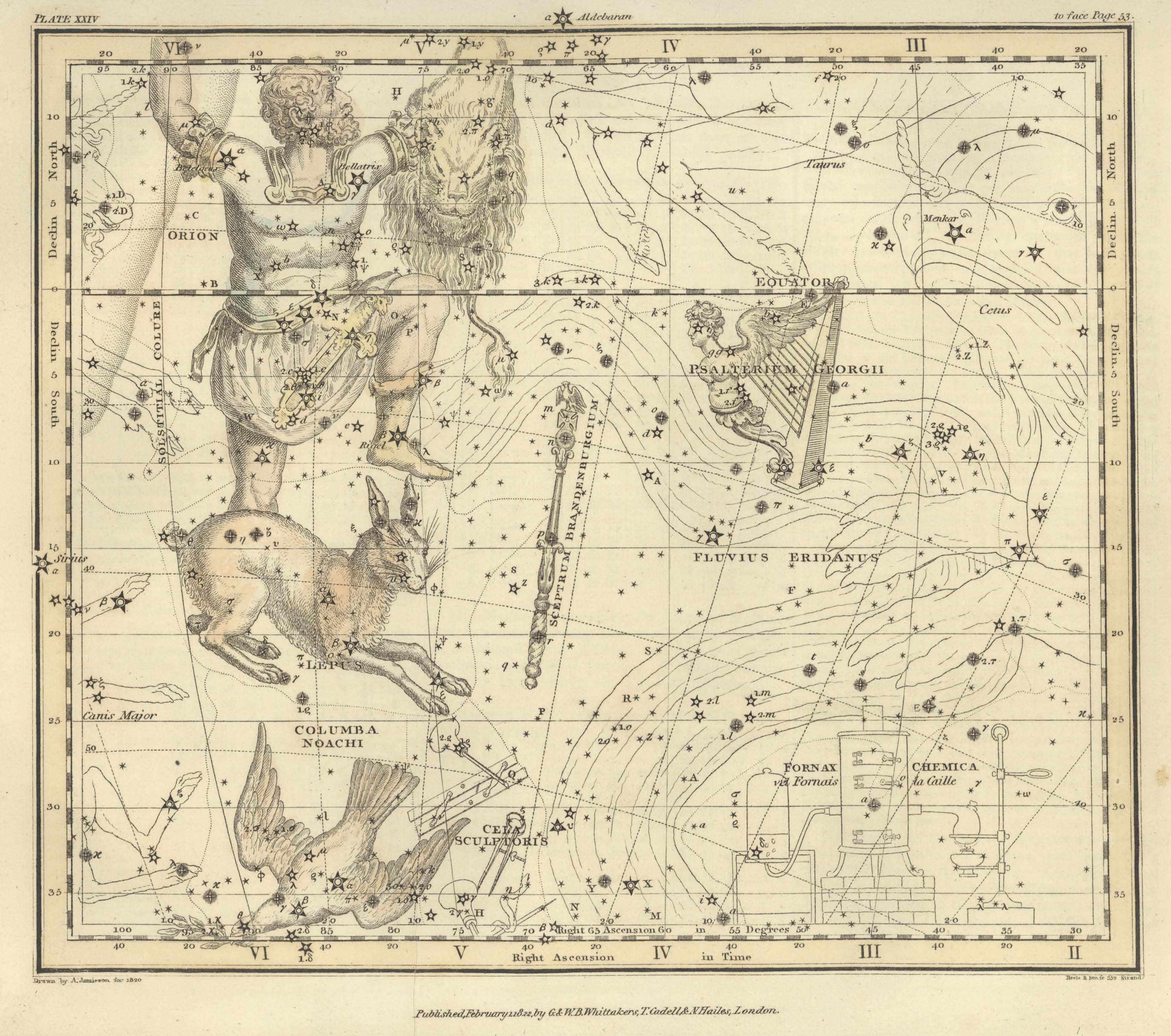
Страница №27: Орион, Эридан, Заяц, Голубь,  Лютня Георга, Бранденбургский Скипетр и  Резец
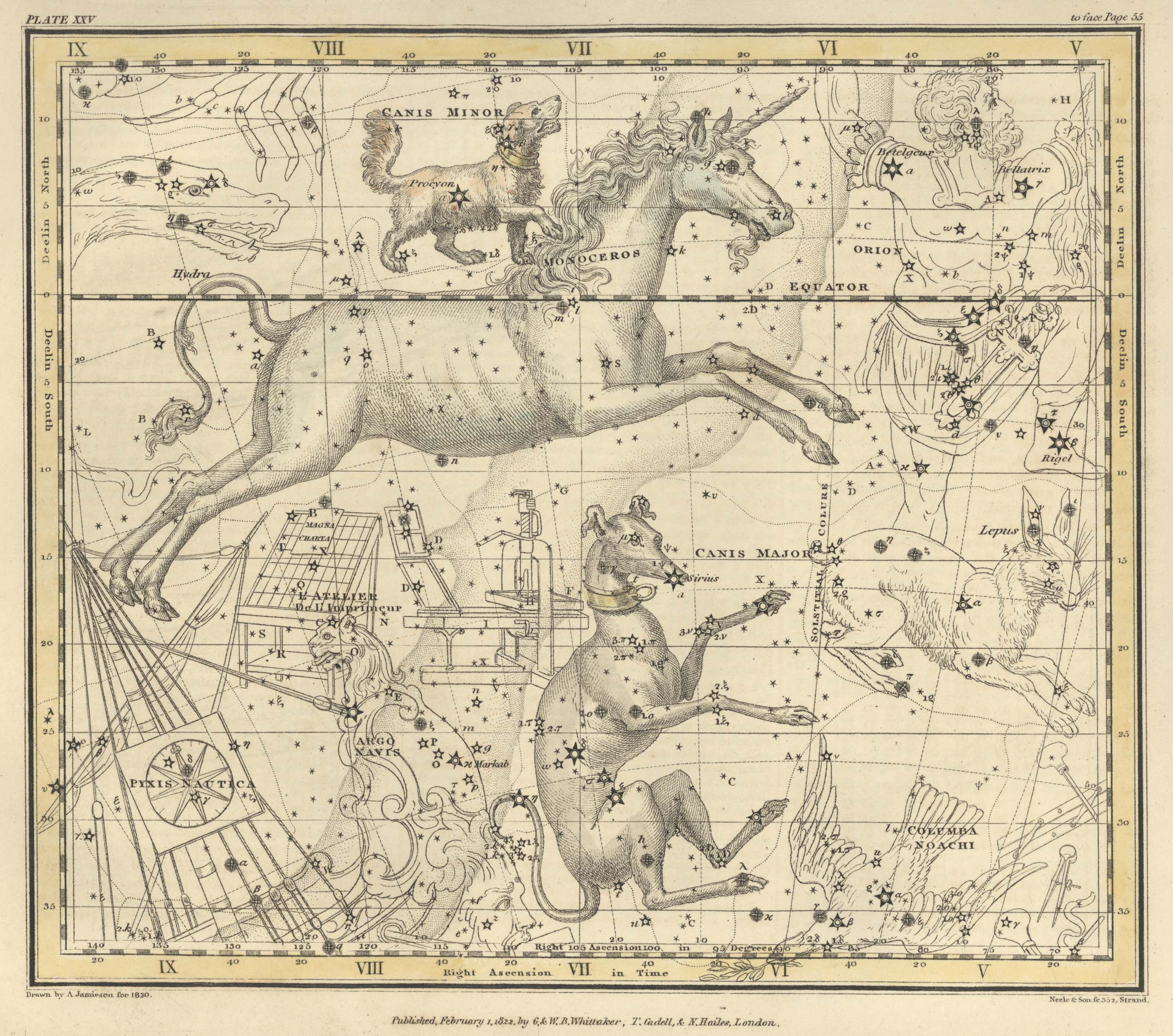
Страница №28: Единорог, Малый Пёс, Компас и  Типографский Станок
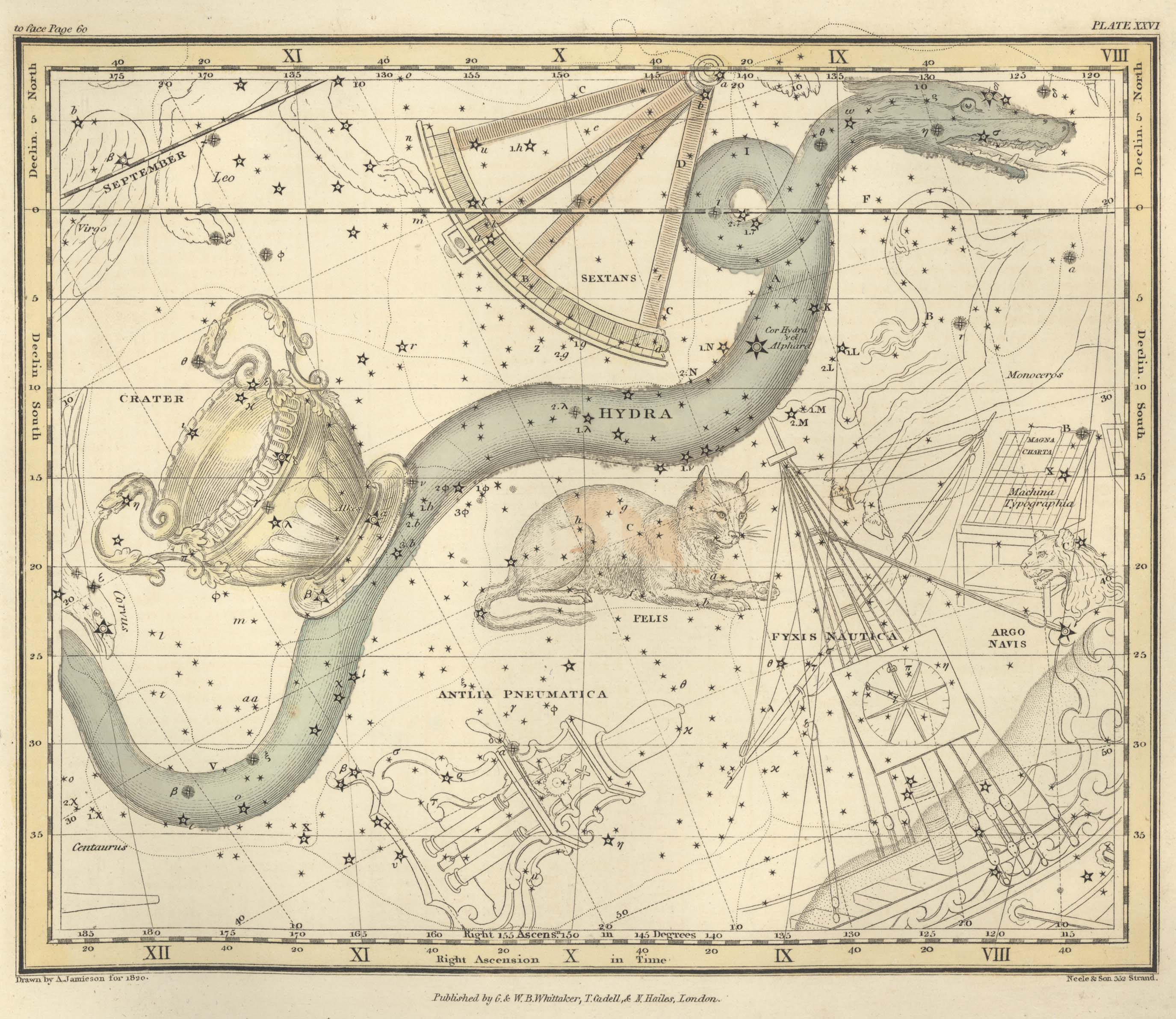
Страница №29: Чаша, Секстант, Гидра, Кошка,
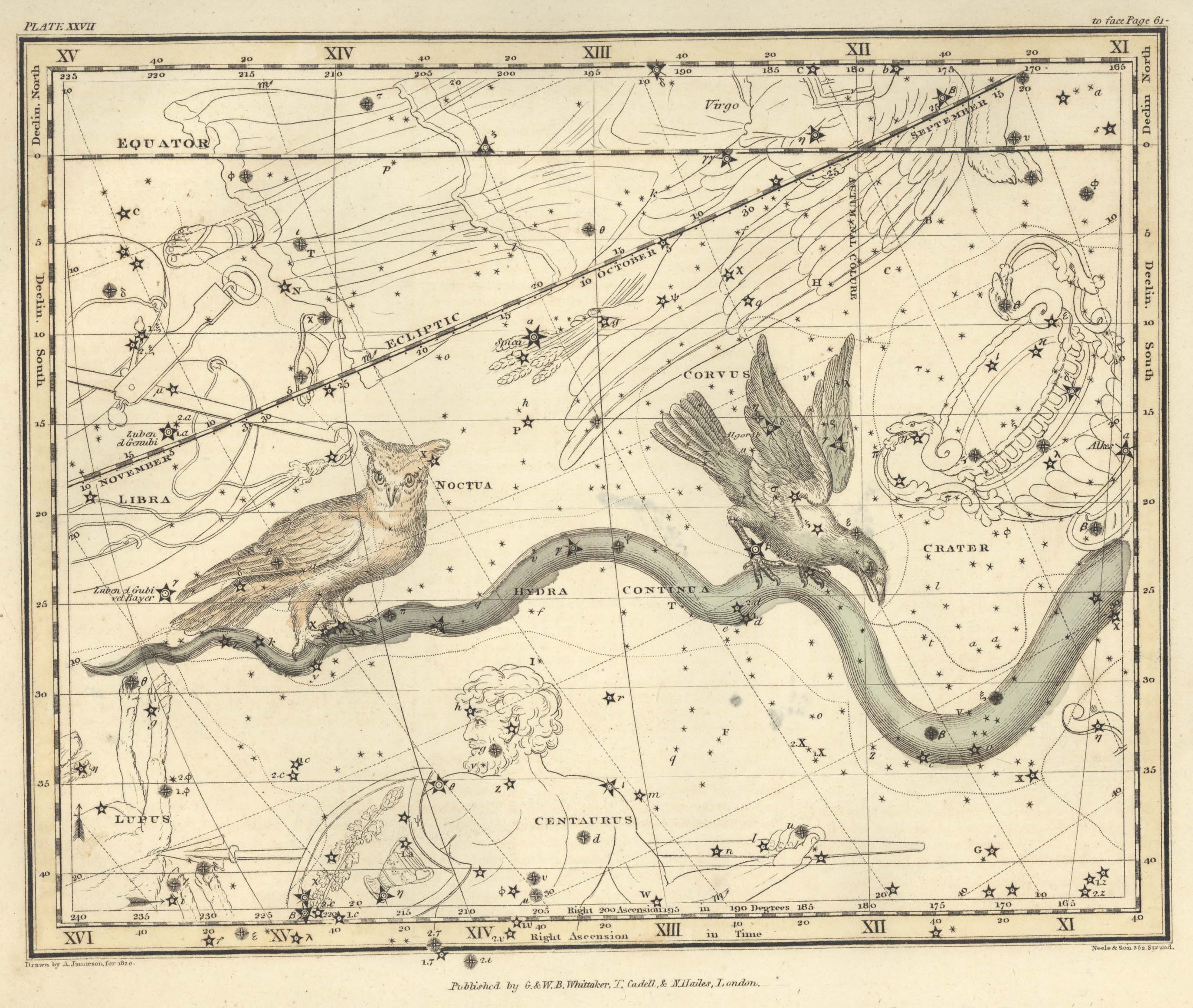
Страница №30: Сова, Ворон
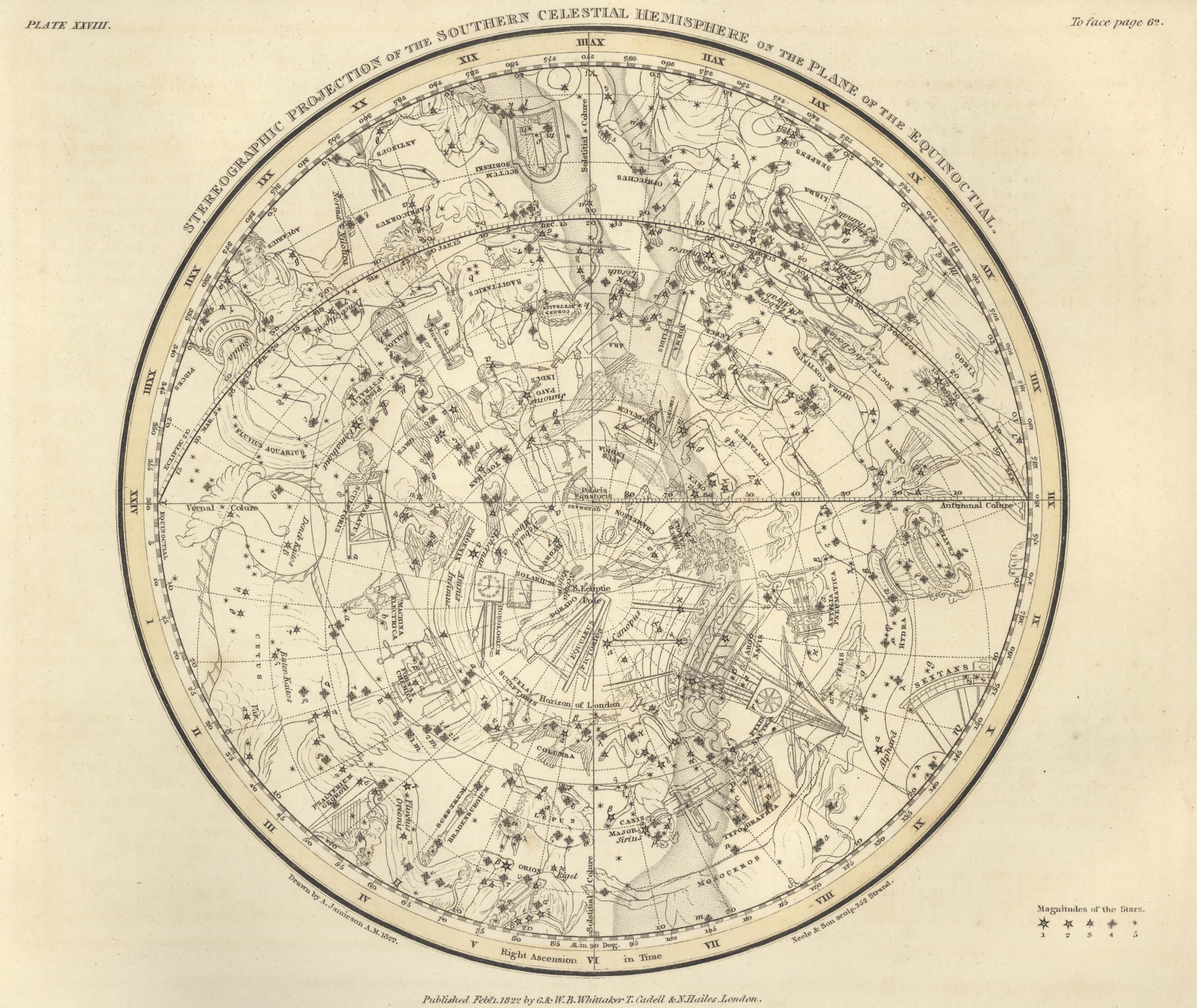
Страница №31: Изображение Южной полусферы
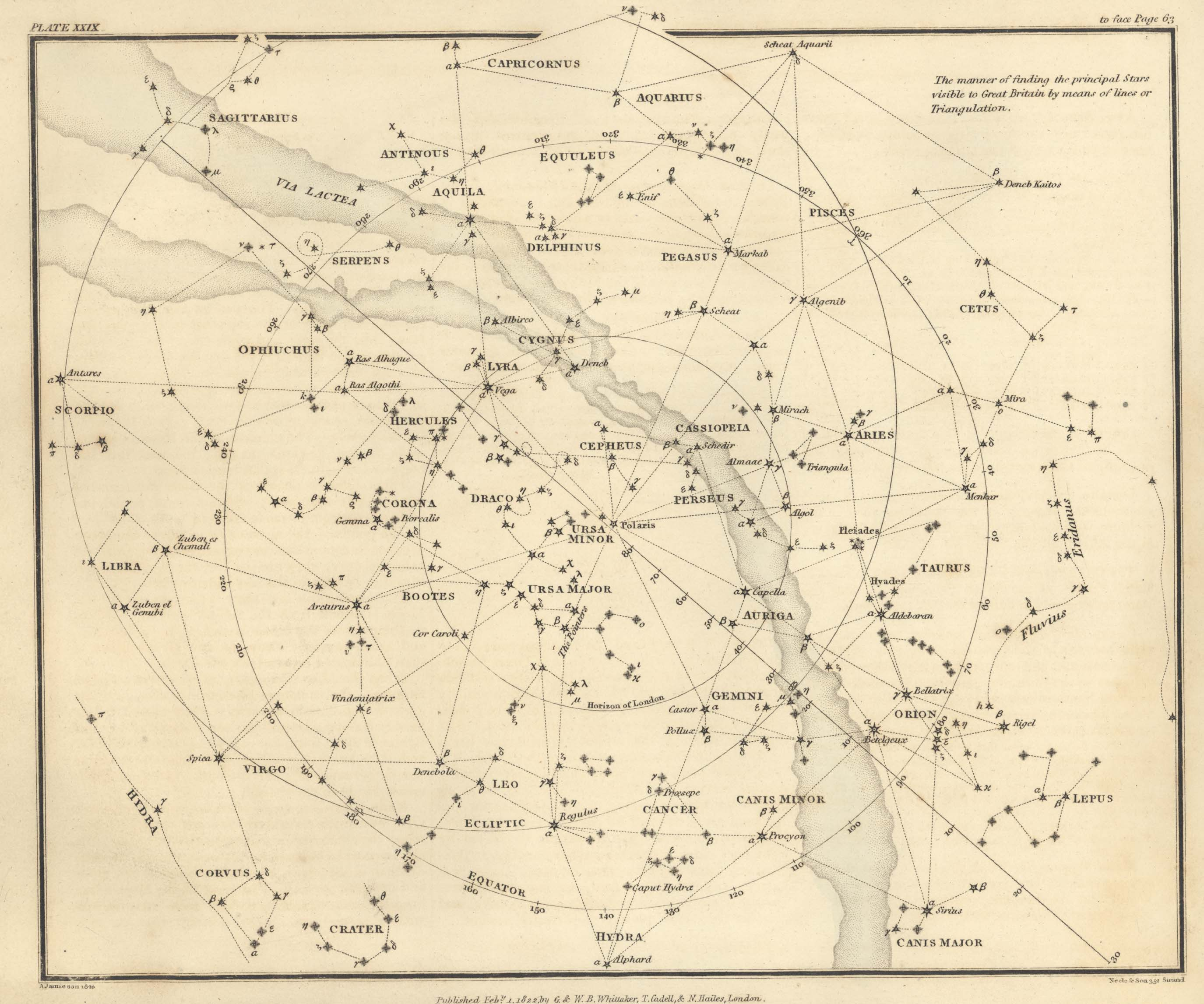
Страница №32: Изображение Млечного Пути
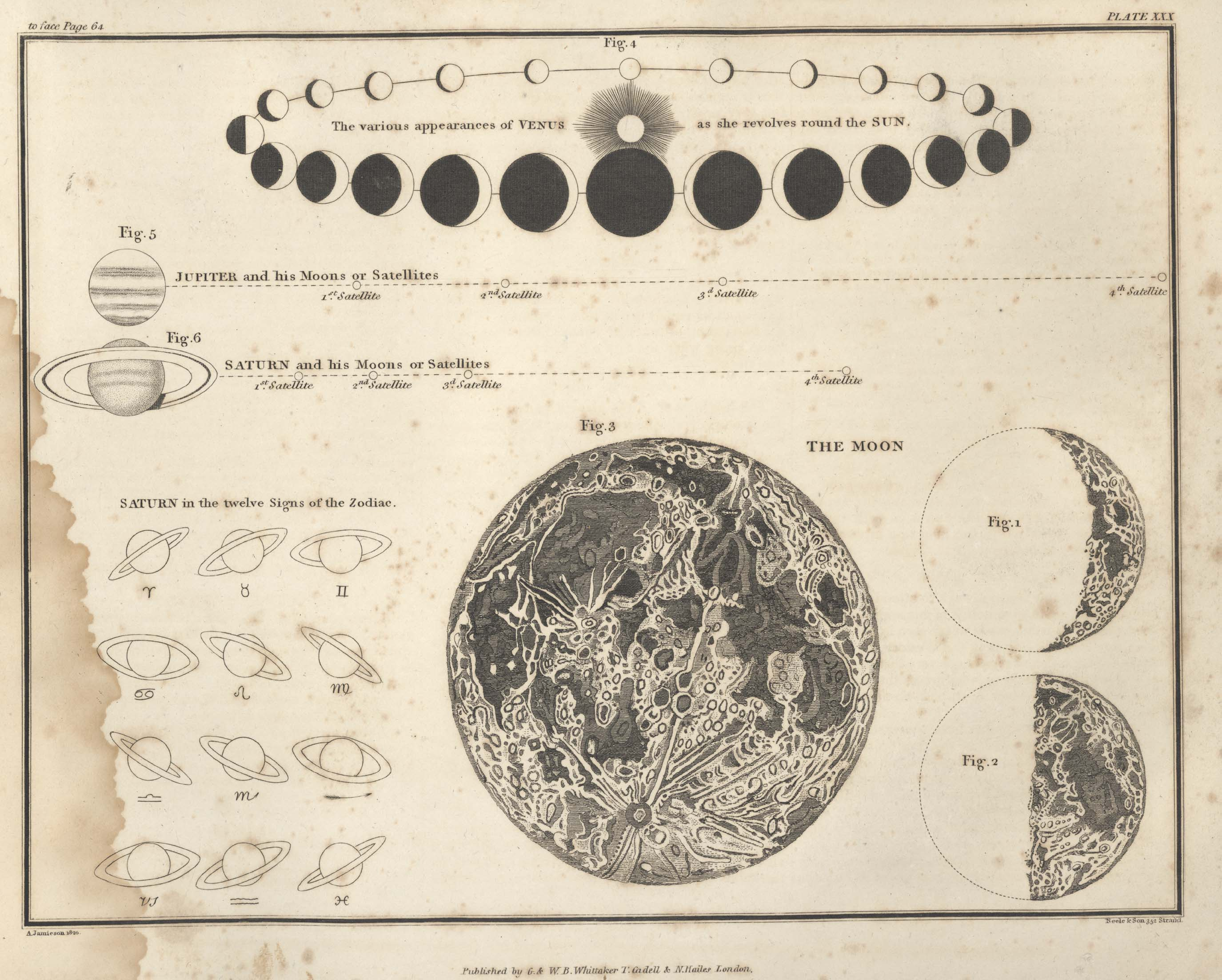
Страница №33: Изображение Луны, Фазы Венеры, изображения Юпитера (с галилеевыми спутниками) и Сатурна